# Dubrovnik
Dubrovnik, régi magyar nevén Raguza (latinul: Rausium később Ragusium, olaszul: Ragusa), város és kikötő Horvátországban, az ország legdélibb részén, az Adria partján. Dubrovnik-Neretva megye székhelye, lakosainak száma 41 562. Európa egyik legjelentősebb turisztika célpontja, a világ minden részéről vonzza a látogatókat. Az Adria gyöngyének nevezett várost korábban a Délszláv Athénnek is titulálták.
A középkorban a tengeri kereskedelem egyik központja, a sokáig a Velencei Köztársasággal is rivalizáló Raguzai Köztársaság székhelye volt. Virágkorát a 15. és 16. században élte, amikor 40 000 lakosával Európa legnagyobb városai közé tartozott. I. Lajos magyar király 1358-ban megszerezte Velencétől, és egészen 1526-ig a magyar korona tulajdona volt. Jelentős magyar emlék, hogy  a város kolostoraiban őrzik Szent István király állkapcsát és koponyadarabját, illetve Szent László jobbját.
A város a horvát művészet, a nyelv és irodalom egyik legjelentősebb központja, sok neves költő, író, festőművész és tudós lakhelye. Központja 1979 óta a kulturális világörökség része. A dubrovniki repülőtér az ország harmadik legnagyobb utasforgalmú repülőtere évi mintegy kétmillió utassal.
A város védőszentje Szent Balázs (Sveti Vlaho), akinek szobrai szerte a városban megtalálhatók. Szent Balázs hasonlóan fontos, mint Velence számára Márk evangélista, így a város legnagyobb templomát is róla nevezték el. Szent Balázs napját (február 3.) a városlakók fesztivállal ünnepelik. Ez már a Raguzai Köztársaságban is ünnep volt, amin mindenki részt vett. Ezen a napon a fegyencek, a száműzöttek és az áttértek két nappal az ünnepség előtt és után szabadon közlekedhettek a városban, de ha senki sem ismerte fel őket, akkor a szabadságjogot kibővítették egy-egy héttel az ünnepség előtt és után is. A fesztiválra az egész országból érkeznek a városba turisták és távoli rokonok. Ilyenkor a helyiek népviseletbe öltöznek, és különböző kulturális programokat állítanak össze.

## Nevének eredete
A város a 7. században alakult ki a dalmát tengerparton. A településhez közeli Epidaurumból menekülők alapították a Rausius sziklazátonyon, neve Laus volt. A Ragusa elnevezést a Lau szóból eredeztetik, ami ógörögül meredeket jelent. Más elképzelés szerint a lava vagy lau, ami görögül sziklát jelent, a laus latinul lejtőt, szakadékot jelent, és ezekből eredeztethető az elnevezése. Az biztos, hogy ez a korai településnév és a sziklazátony, melyre épült, adta az alapját a város további elnevezéseinek: Laus → Lausium → Rausium → Ragusium → Ragusa.
Dubrovnik a szláv dub (= tölgy) főnévből származik A dubrovnikiak szó először Kulin bán levelében szerepel 1189-ben, a város neve pedig 1215-ben kelt levélben olvasható, amely Stefan szerb ispáné volt. Későbbről is maradtak fent különböző írások, amelyben szerepel a Dubrovnik szó. Miletius a 11. században ír arról, hogy Ragusa szláv neve Dubrovnik, a Dubravi szó után, amely a dubrava, azaz tölgyes szóból ered.

## Fekvése

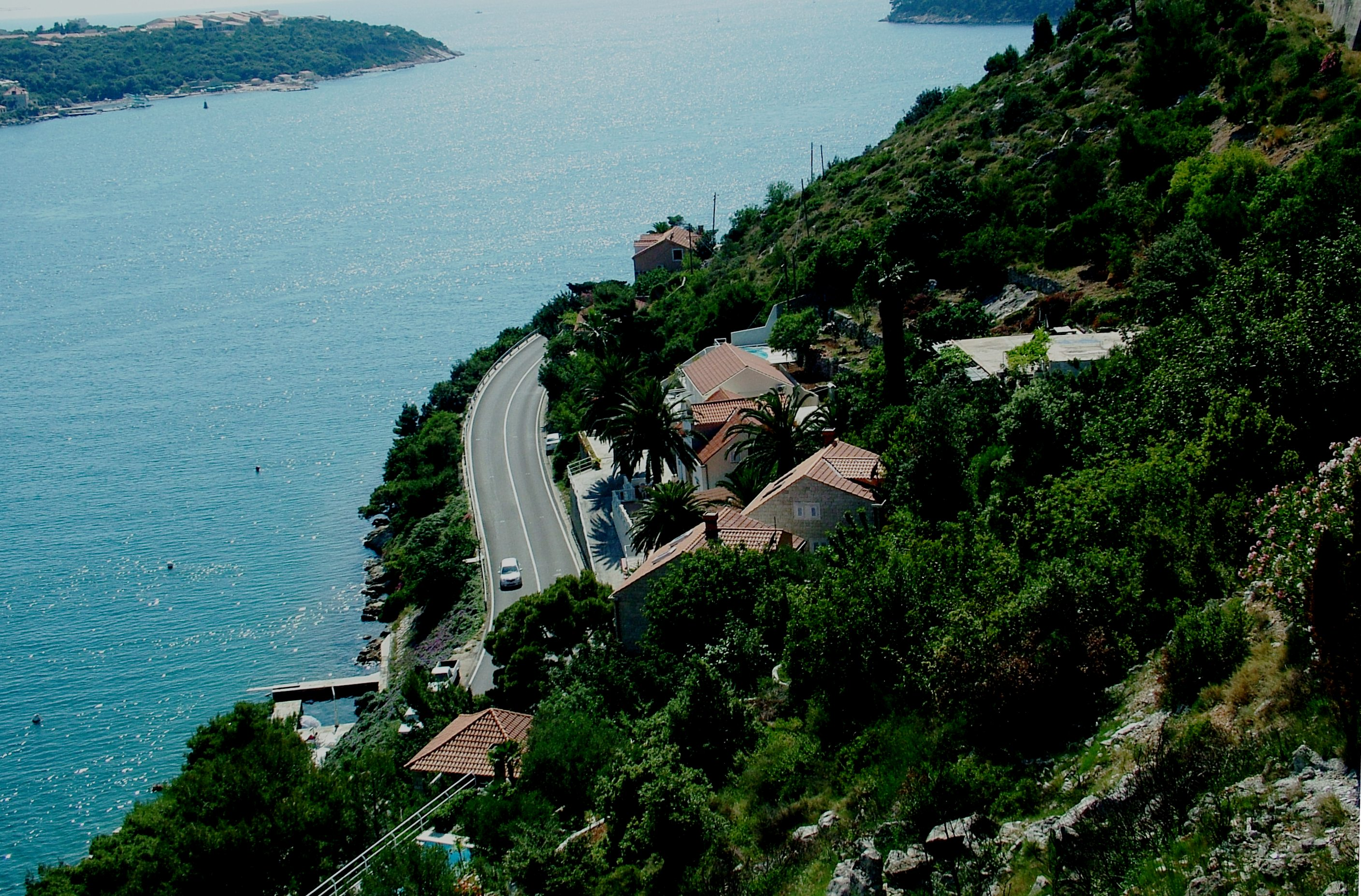
Dubrovnik nyugati kapujában

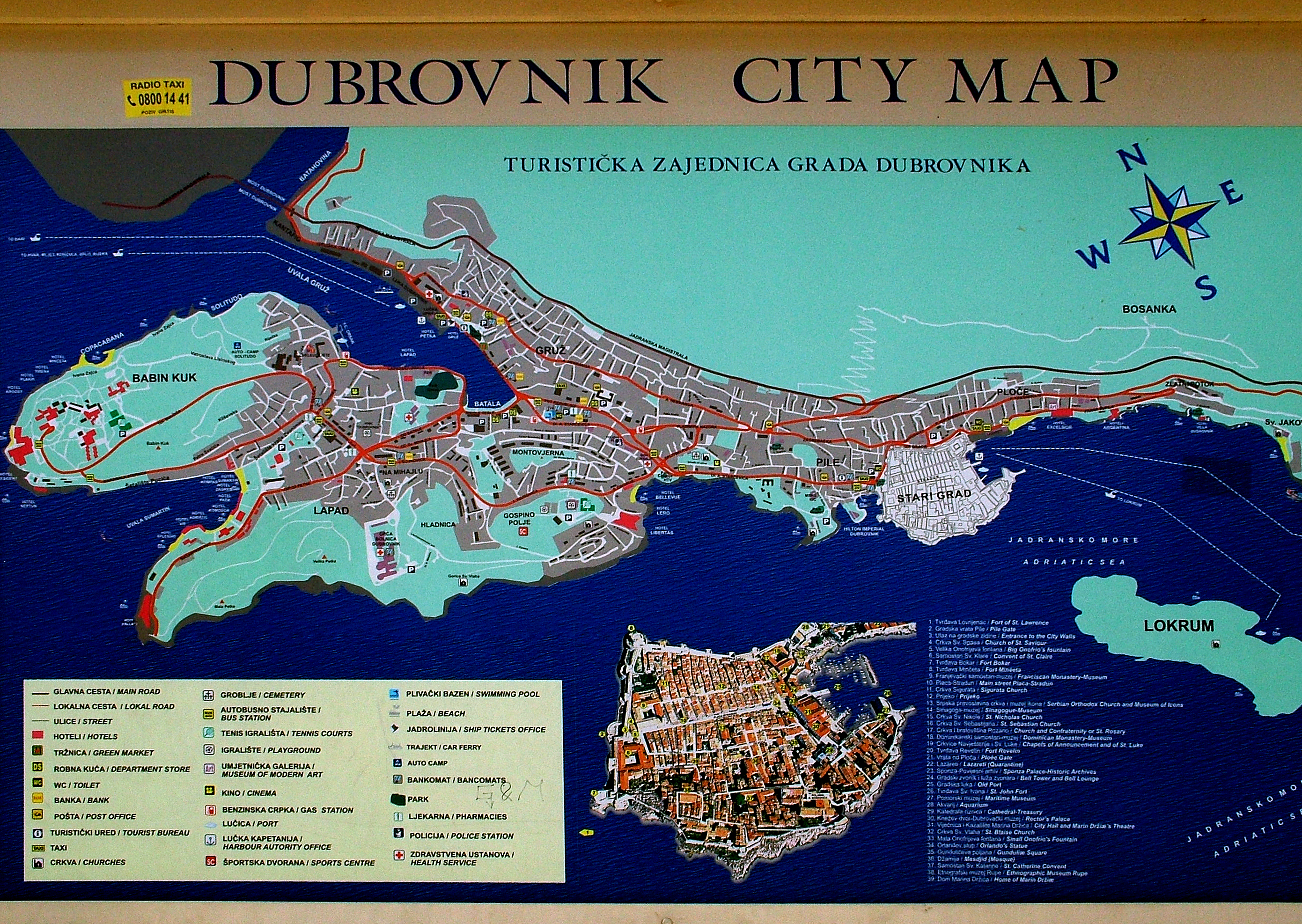
Utcai eligazítótábla

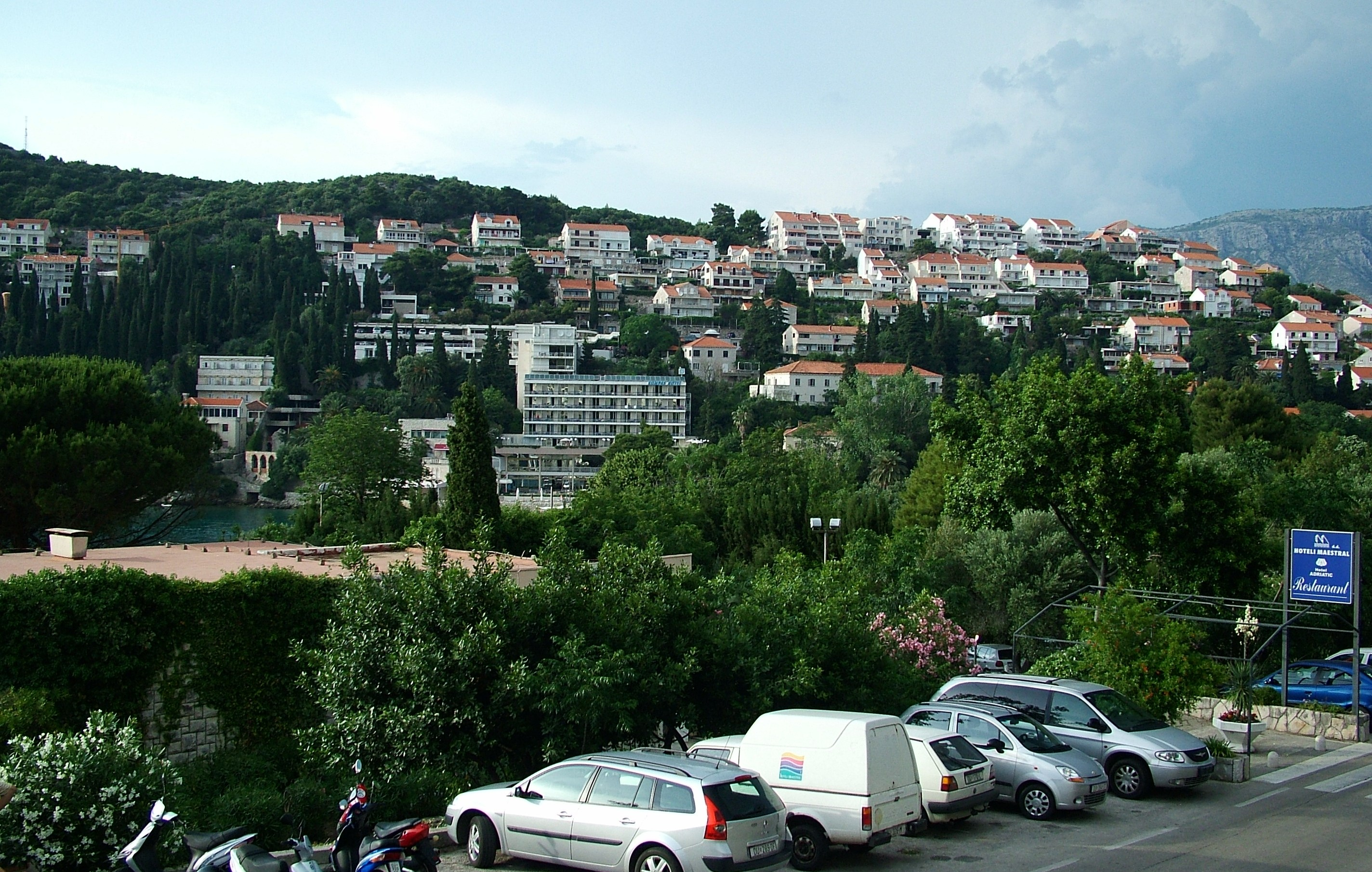
Természeti környezet

A Neretva folyó deltavidékén kívül a Dubrovnik-Neretva tartományhoz tartozik még az a keskeny partvidék is, amelyet egy hegylánc a szárazföldi belső területektől elválaszt. A Dinári-hegységnek ez a hegyláncolata három hegysorrá ágazik el, melynek bércei a külső területekről is jól láthatók. Ezeknek a hegyláncoknak a csúcsai képeznek természetes határt a partvidék és a szárazföldbeli, ott elhelyezkedő Hercegovina között, antropogeográfiai és klimatikus határt is képezve az Adria-part és a szárazföld belső területei között.
A terület északnyugati részén a Pelješac-félsziget parti sávja, Ston partszűkülete, és az igen keskeny, a Dubrovačka-folyó öbléig nyúló dubrovniki partszakasz található. A várostól keletre a Župa Dubrovačka partrész helyezkedik el egy öböllel. Majd Cavtat városkától délkeletre a valamivel szélesebb Konavle-i parti sáv található. Egészen délkeleten látható a horvát tengerpart legdélebbi pontjaként a Pevlaka-félsziget, a Boka-öblöt körülölelő Ostro hegyvonulattal.
A Dubrovik-Neretva tartomány partvonal-szakasza előtt számtalan sziget található. Ezeket nyugaton a Korčula, a Lastovo és a Mljet-sziget vezeti be.
A Neretva-torkolat és kifejezetten Korčula szigete – amely részek jelenleg is a tartományhoz tartoznak – a mintegy 1375 km²-es területükkel a hajdanvolt Raguzai Köztársaság, a Földközi-tenger e kicsi, de jelentős kalmár-köztársaságának ahhoz a területéhez tartoztak, amelyen a Kelet kalmárútvonalai a nyugatiakkal találkoztak, s a Földközi-tenger térségének azon félreesőnek ítélt területének számított, amely pedig – főként a 14–17. századok során – igen nagy jelentőséggel bírt. Ezek a települések alkották a „Dubrovniki Városállam” magját, vagyis a „Raguzai Köztársaság”-ot.
Dubrovnik, mint város is, jelentős helyen van. A város előtt terül el a Lokrum-sziget, a keleti Adria szigetei között legutolsóként. Dubrovniktól délkeletre az Otrantói-szoroson át nyílik ki a nagy Földközi-tenger – és ezen át tovább az óceán is. Az északnyugati irányban a part hosszában a számtalan szigetképződmény az uralkodó. Ezek védett tengersávot hoztak létre, amelyen jól lehet közlekedni vitorlás hajókkal. Dubrovnik közvetlen közelében van a Dinári-hegység, a karavánkereskedelem számára kedvező adottságú hegyi hágóival. Az ezen a helyen létrejött település tulajdonképpen eleve kereskedővárosnak rendeltetett, természetes védőháttérrel, a szomszédos földrajzi térségtől és geopolitikai területektől, eseményektől védetten.

## Éghajlat

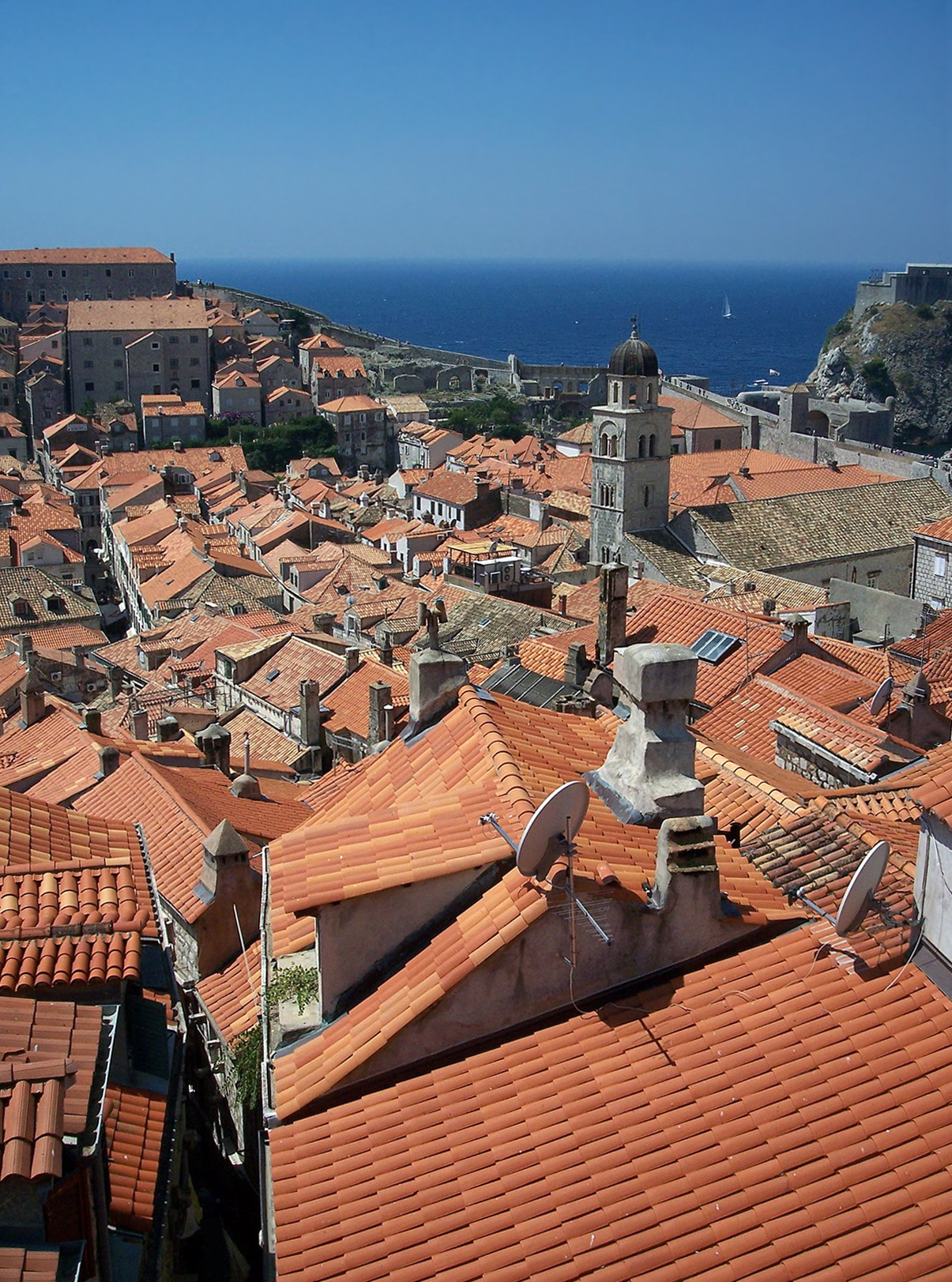
Óvárosi látkép

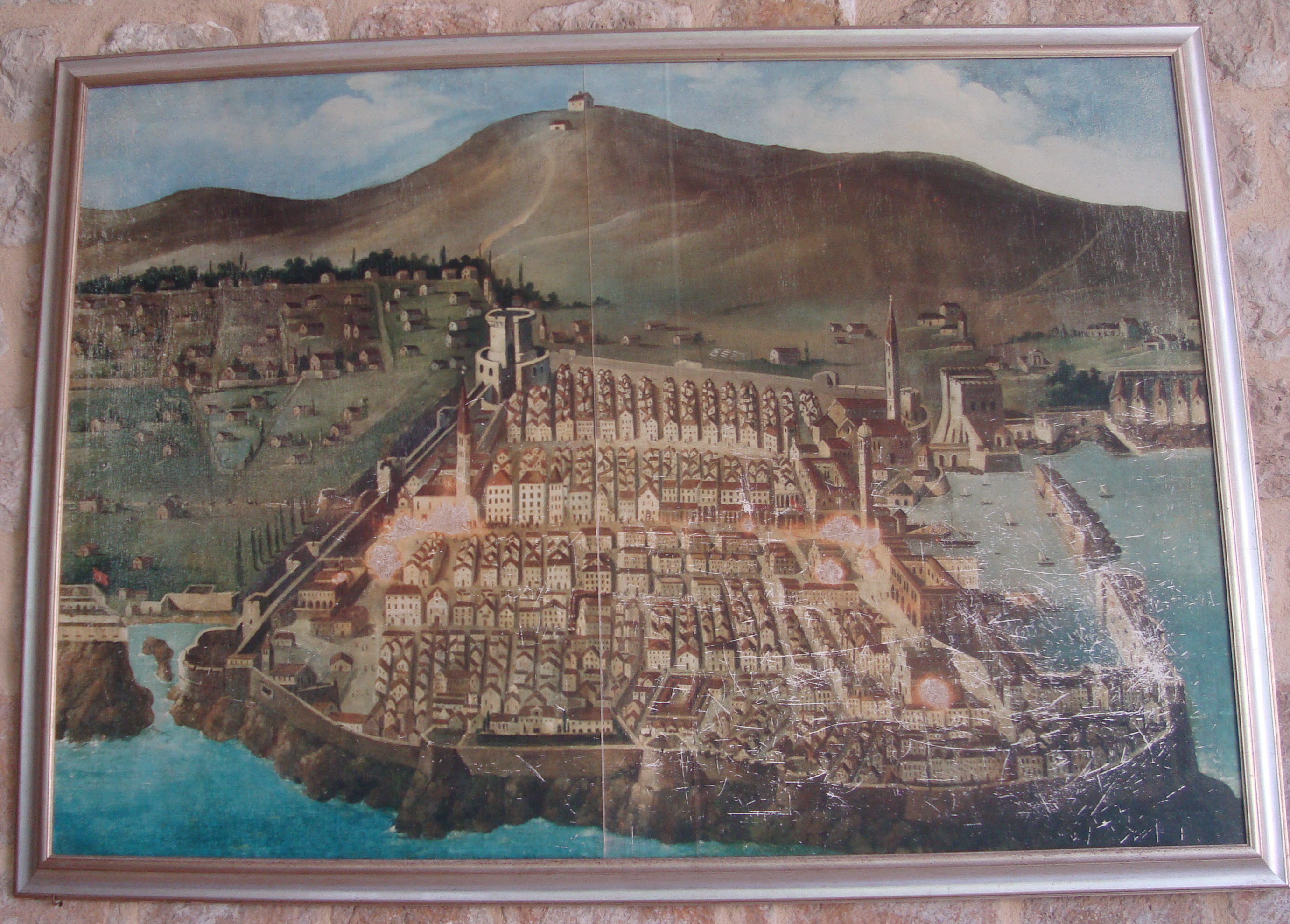
A középkori Ragusinum

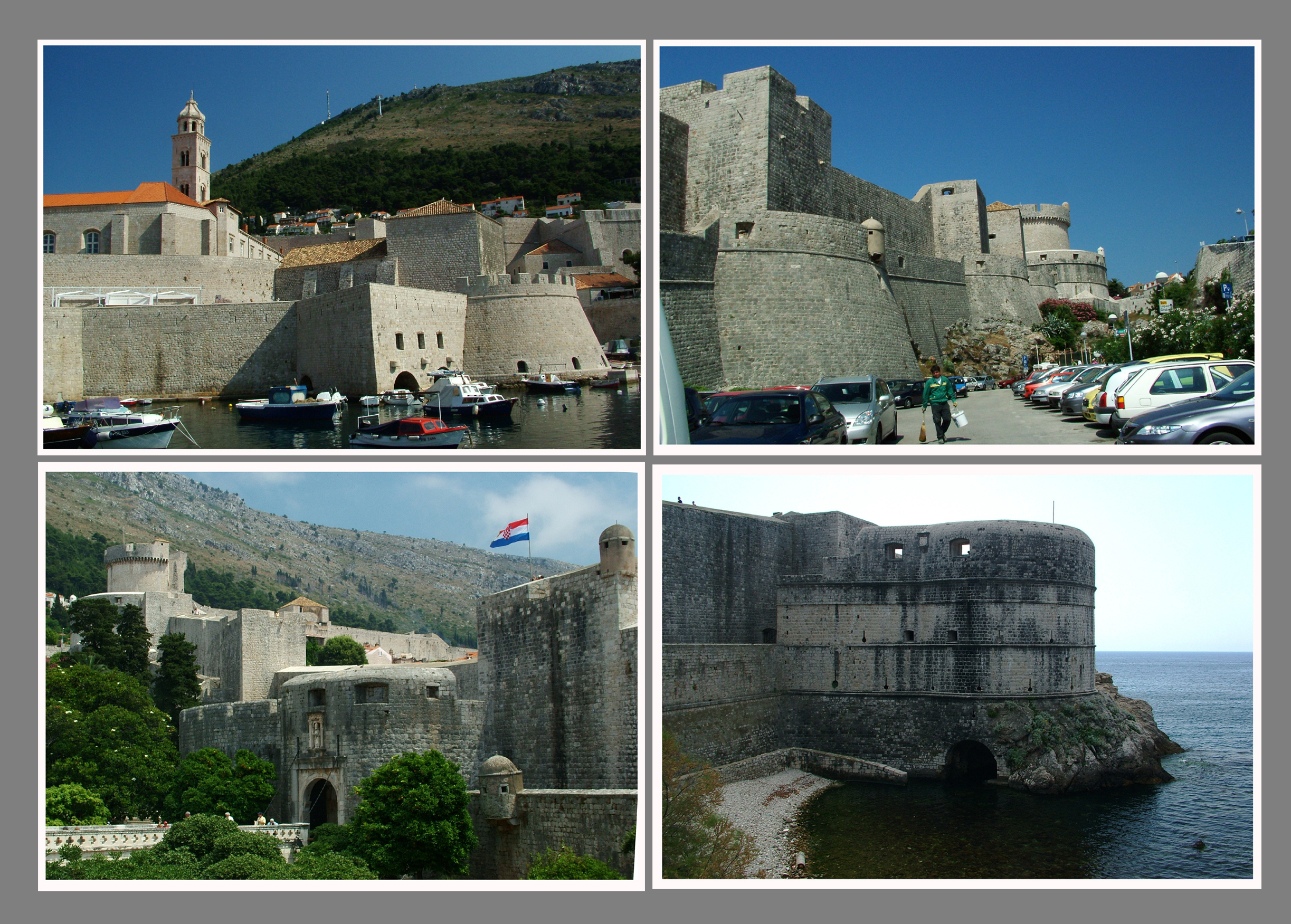
A Raguzai erőd

Dubrovniknak a mediterrán (Köppen klímarendszere szerinti „Csa klíma”) és a nedves szubtrópusi (Köppen klímarendszere szerinti „Cfa klíma”) éghajlati öv határán fekszik. Az évi középhőmérséklet 16,4 °C. Egy évben több mint 250 napon át süt a Nap. A hó ritka, a csapadék főleg ősztől tavaszig esik. A tenger sótartalma 3,8%.
| Hónap                         | Jan. | Feb. | Már. | Ápr. | Máj. | Jún. | Júl. | Aug. | Szep. | Okt. | Nov. | Dec. | Év   |
| ----------------------------- | ---- | ---- | ---- | ---- | ---- | ---- | ---- | ---- | ----- | ---- | ---- | ---- | ---- |
| Rekord max. hőmérséklet (°C)  | 16,6 | 19,9 | 25,7 | 30,3 | 33,0 | 37,0 | 40,8 | 39,0 | 35,2  | 32,2 | 24,4 | 18,0 | 40,8 |
| Átlagos max. hőmérséklet (°C) | 11,2 | 11,8 | 14,2 | 16,8 | 21,3 | 25,2 | 28,4 | 28,0 | 25,2  | 20,8 | 15,5 | 12,5 | 19,3 |
| Átlaghőmérséklet (°C)         | 7,9  | 7,9  | 10,4 | 13,9 | 17,8 | 21,3 | 24,7 | 24,2 | 21,6  | 17,3 | 12,1 | 9,5  | 15,8 |
| Átlagos min. hőmérséklet (°C) | 4,6  | 5,0  | 7,0  | 9,5  | 13,6 | 17,4 | 20,1 | 19,9 | 17,2  | 13,1 | 9,0  | 6,2  | 11,9 |
| Átl. csapadékmennyiség (mm)   | 95   | 89   | 98   | 91   | 76   | 49   | 24   | 59   | 79    | 110  | 142  | 125  | 1037 |
| Forrás: Worldclimate.com      |      |      |      |      |      |      |      |      |       |      |      |      |      |

## Története
A település keletkezésének története részben legendás elemeket is tartalmaz, valószínű azonban, hogy a város keletkezése kapcsolatba hozható az Epidaurum (mai nevén Cavtat) nevű római város 7. századbeli pusztulásával. Epidaurum régi település, valószínűleg korai görög kolónia volt, erről azonban nincsenek szilárd bizonyítékok. A város már a rómaiak korában is jelentős település és fontos cserekereskedelmi hely volt. A 4. században egy erős földrengés komoly pusztítást végzett, és jelentős részei a tengerbe süllyedtek.
Az avar szövetségben támadó szlávok Epidaurumot lerombolták, életben maradt lakói a Laus nevű sziklasziget erdőibe menekültek. Laus vagy Lava görögül sziklát, latinul lejtőt, szakadékot (szurdokot) jelent, és olyan szigetre vonatkozik, amelynek a tenger felőli meredek oldalát számtalan szirt alkotja.

### A középkorban
A sziget és a szárazföld között szűk tengerszoros nyúlt el oly módon, hogy a szigeten létesített települést a tenger és a szárazföld felől is védte. A menekültek érkezését megelőzően a sziget bizonyára már lakott volt, ezért népessége jócskán megnövekedett. A legújabb archeológiai kutatások és különösen Dubrovnik korai, 7. századi házainak feltárása alapján úgy tűnik, hogy – Velence és Split alapításához hasonlóan ezt a várost is menekültek alapították.
Közben Raguzánál a tengerszoros és az öböl szárazföldi partszakaszaira horvát népesség is települt, ez a hely a környező erdőségektől a Dubrovnik (dubrava=tölgyes) nevet kapta. Idővel állandósult a két település közti közlekedés (érintkezés), és megkezdődött a szárazföldi horvát lakosság és a szigeten lakó római népesség keveredése, egybeolvadása. A mai város tehát két kisváros, Laus és Dubrava egyesítésével keletkezett. A város a Ragusa, avagy Ragusium nevet kapta, és alapításától kezdve a Bizánci Birodalom fennhatósága alatt állt. A dubrovniki katedrális renoválásakor derült ki, hogy már a 7. században is állt ott egy templom. Első említése 850-ből való. A 9. században már fejlett municipium, olyan erős bástyákkal, védművekkel, hogy a szaracénok 15 hónapos körülzárásának is ellen tudott állni. A védelemben Bizánc hadihajói is segítséget nyújtottak. A dubrovniki érsekséget a 10. században alapították.
A 10–11. század során a szárazföld és a sziget közti keskeny tengeröböl áradások következtében lassan eliszaposodott, sőt a 11. század végére teljesen fel is töltődött. Ott, ahol a sziget és a szárazföld összekapcsolódott, manapság Dubrovnik legszélesebb és legismertebb utcája, a Stradun található. A 12. század során a két település teljesen egybefolyt, és egy olyan közös védőműrendszert létesítettek, amely mindkét településrészt körülfogta. A 13. században ehhez az északi előváros is csatlakozott. 1272-ben szabályozták az utcaszerkezetet, továbbá meghatározták, hogy az erkélyeknek a földtől nézve legalább olyan magasnak kell lenniük, hogy alatta elférjen egy asszony megrakott kosárral a fején. Ezenkívül meghatározták azt is, hogy két ablak nem nézhet közvetlenül egymásra.
Magának a Dubrovnik névnek az első említése 1189-ből, a boszniai Kulin bán egyik okiratában szerepel. Ebben a bán kereskedelmi privilégiumot adományozott Dubrovniknak. Ezen kívül Dubrovnik neve megjelenik Pfaffen Dulkjanin 12. századi krónikájában is. Ebben írója azt a tényt közli, hogy a Laus-szigeti római lakosság a horvát nemzeti többség keretei közti izoláltsága még mindig megvan, és megemlíti, hogy a településegyesítési folyamatot fel kellene gyorsítani név-összevonással, hogy a rómaiak a bizánci „Themetes Dalmatien” más területeihez hasonlóan asszimilálódjanak. A 14. században a horvátosítási folyamat már befejeződött. Ennek lett az eredménye az, hogy a városban rövidesen virágzó horvát nyelvű irodalmi tevékenység jött létre.
1032-ben az arabok elleni háborúban a dubrovniki hajók a bizánci flottához csatlakoztak. 1153-ban Al-Idríszi arab szerző azt írja, hogy a korabeli Horvátország területének legjelentősebb városa Raguza (ekkoriban inkább a Raguza/Ragusinum elnevezést használták), Dubrovniknak sok hajója van, amelyek távoli tengeri utazásokat hajtanak végre. Dubrovnik és Pisa 1169-ben a Bizánc és Pisa közötti mediterrán térségben való tengeri kereskedelemről kötöttek szerződést, a 12. század végéig pedig már számos adriai várossal volt kereskedelmi szerződése, köztük Molfetta, Ravenna, Fano, Ancona, Monopoli, Bari, Termoli, Rovinj és Kotor városaival. Különösen fontosak voltak azok a közbenjárási (együttműködési) szerződések, amelyeket Dubrovnik szárazföldi szomszédjaival kötött, így Boszniával és Szerbiával. Nemsokára Dubrovnik lett a balkáni kereskedők legfontosabb árucsere-helyszíne. Dubrovnik sok vonatkozásban egyre inkább Velence vetélytársává kezdett válni, ezért a Serenissima (Velencei Köztársaság hivatalnoki rendszere) mindent megtett annak érdekében, hogy konkurensét elnyomja.

### A köztársaság megalakulásáig

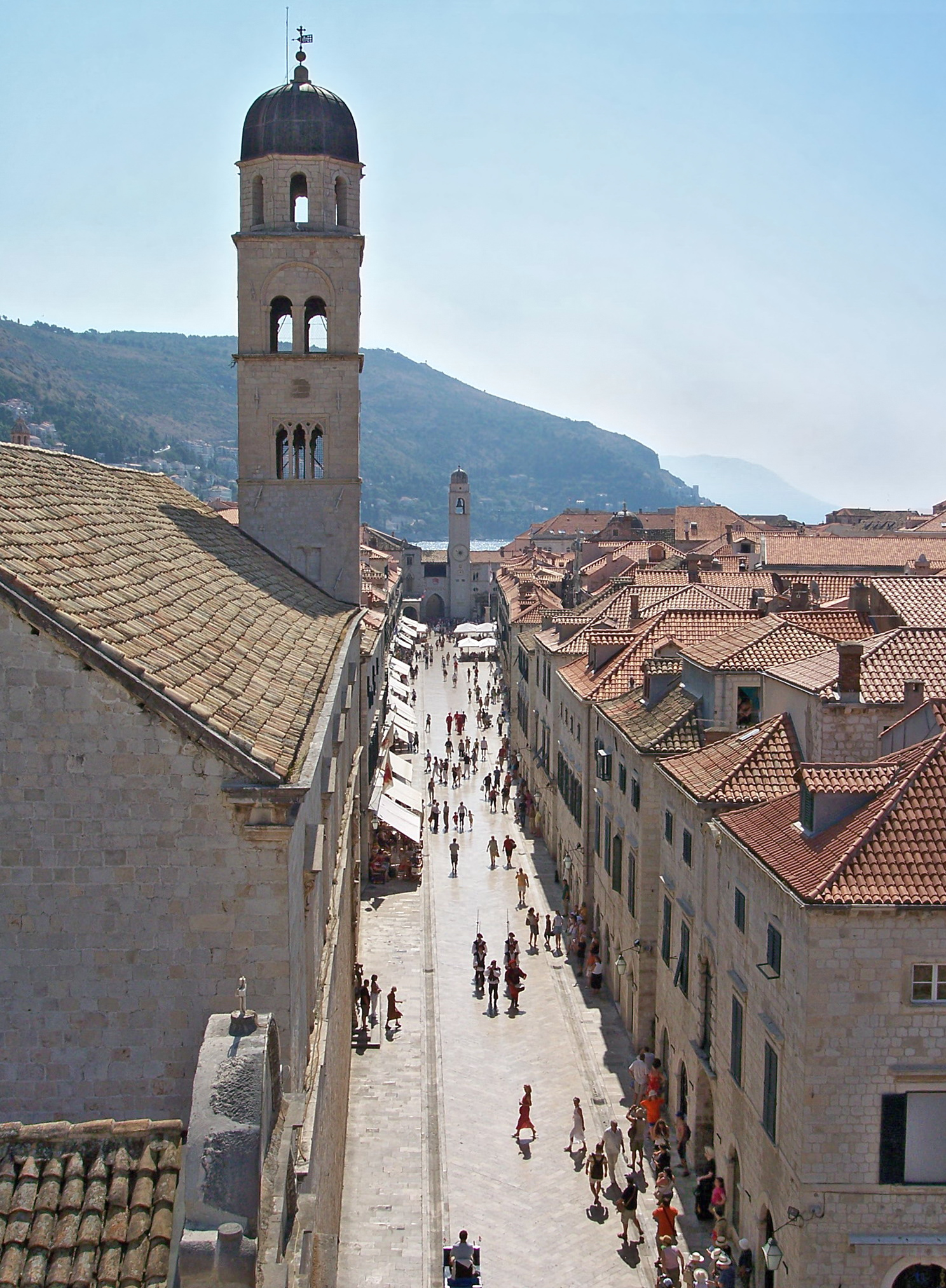
Stradun, az óváros főutcája

1204-ben a keresztesek által elfoglalt Konstantinápoly, vagyis Bizánc nem tudott védelmet nyújtani, így a város kénytelen volt Velence fennhatóságát elismerni, ettől kezdve mintegy 150 éven át Velence irányítása alá tartozott. A hatalmas, de távoli Signoriát Velencéből küldött bizalmi személy, a rektor képviselte. Ekkor vezették be a velencei intézményeket, alakult meg a minden nemest magában foglaló Nagytanács, és a rektor nevében kormányzó Kistanács. Dubrovniknak Velence által kijelölt rektort és püspököt kellett vállalnia, Velence nevezte meg a Nagytanács tagjait, és mindent elkövetett, hogy a várost ellenőrzése alatt tarthassa. A 13. század folyamán Dubrovnik sokszor akart kiszabadulni Velence fennhatósága alól, a városlakók három alkalommal is fellázadtak, hogy kivívják szabadságukat.
Egyúttal a polgárokra vonatkozó, a városi élet szabályozását szolgáló rendeletek kibocsátása is fontos volt. Ebben az időben Dubrovnik lakossága szociálisan differenciált (köznép, a hajótulajdonos és a kereskedő patrícius-nemesség, a környékhez tartozó földbirtokos- és a vegyes nemesség), s ekkortól említhető egy, az agrárvidéken regnáló nemesi réteg is. A nemesség a város minden hivatali helyét kisajátította magának, ezzel a város a Földközi-tenger medencéjének tipikus nemesi köztársasági formáját vette fel.
A Velencei Köztársaság idején a város autonóm volt. Megválaszthatta kis- és nagytanácsát, szenátusát és más vezetőket. A közösség 1272-ben alapszabályzatot fogadott el. A város ekkor Boszniával is kereskedett.
A város kereskedelme – ugyan Velence elől titkoltan – a 13. században erőteljesen fejlődött. A század folyamán az olasz és horvát parti városok és területek közt (mint Epirusz és Albánia) szerződéseket, kereskedelmi megállapodásokat kötöttek, a kereskedelmi kapcsolataikat Szíriáig és Észak-Afrikáig is kiterjesztették. Dubrovnik kikötőjében egyre több idegen hajó horgonyzott, és a dubrovniki kereskedők is béreltek idegen hajókat, hogy a növekvő árukereslet szállításait ki tudják elégíteni. A velencei fennhatóság korszakában a virágzó földközi-tengeri kereskedelmi forgalmában háttérbe szorított Dubrovnik egyre fontosabbá vált. A várost ekkor gazdag nemesek, kereskedők, írók, parasztok lakták. A nemesek alkották a város vezetőrétegét.
A 13. században a dubrovniki kormányzás már a szomszéd vidékekre is kiterjedt, nemcsak a városra. 1333-ban Lastovo is csatlakozott a városhoz, ezzel megalakult a Dubrovniki Köztársaság. A stoni csatában a szerbek átengedték a félszigetet a Köztársaságnak. 1345-ben már Mljet szigete is a dubrovniki kormányzat alá tartozott. Ston fontos stratégiai pont volt Dubrovnik számára, mert innen ellenőrizhette a Mljeti-csatorna forgalmát.

### Raguzai Köztársaság
1358-ban a zárai békével a Magyar Királyság része lett. Hűbérura és királya Nagy Lajos lett, de a Raguzai Köztársaság mindvégig bizonyos önállóságot élvezett, a legtöbb ügyben a király nélkül is dönthettek. A korábbi „Comunitas Ragusina” címet mostantól „Respublica Ragusina” váltotta fel.
A köztársaság 168 évig tartozott magyar fennhatóság alá, és ez olyan rövid periódus volt, amikor a Velencei Köztársaság és az Oszmán Birodalom között a Szent Koronához történő tartozás nem volt gátja a városállam fejlődésének. A fennhatóság elismerésének jeléül harminc gálya kiállítására kötelezték magukat, 500 aranyforintot fizettek Mátyás királynak és a magyar király tiszteletére ünnepeket tartottak.
Erről az időszakról Hegedűs István így ír:

„Raguza nemcsak a törvény betűi szerint, de szellemben, lélekben is Magyarországhoz tartozott. Nem is érezte magát meghódított tartománynak, de történelmi öntudatába ment át a magyar korona iránti hódolat”

Az oszmánok balkáni uralma idején a kereskedelem, a hajózás és a hajóépítés a köztársaság legfontosabb gazdasági ágainak számított. A dubrovniki hajóépítés világszerte ismert volt („hajóépítés dubrovniki módra”). A 16. század közepén több mint 180 nagy hajója 36 000 kocsirakománynak megfelelő hajótérrel rendelkezett.
1667-ben hatalmas földrengés rázta meg a várost, de hamar újjáépítették.

### A 19. századtól napjainkig
1808. január 31-én Auguste Frédéric Louis Viesse de Marmont marsall megszüntette a Raguzai Köztársaságot, és a francia Illír tartományhoz csatolta. A várossal szemközti Lokrum sziget csúcsán a Napóleon-kori francia erőd romjai ma is láthatók. 1813-ban Điva Natalija Dubrovčani felkelést robbantott ki a szabadságért, de az osztrák hadsereg leverte és bevonult a városba.
1815-ben a Bécsi Kongresszus Dubrovnikot a Habsburg Birodalomhoz csatolta, és 1918-ig osztrák uralom alatt maradt.
Az első világháború végén, 1918. december 1-jén, a Szerb-Horvát-Szlovén Királyság része, majd 1929-től a Jugoszláv Királyság része lett. A várost és környékét egy körzetbe sorolták és Dubrovnikot tették meg központtá.
1941-ben a horvát állam része lett, majd olasz megszállás alá került. Az olaszországi fegyverszünet után a németek vonultak be. A városban is működött egy partizáncsoport, emiatt a fasiszták sorozatosan terrorizálták a város lakóit. 1944 őszén a fasiszták kiűzése után felszabadult a környék és kommunista irányítás alá került. A kommunisták 109 civilt öltek meg. A város a háború után a szocialista Jugoszlávia része lett.
1951. február 20-án egy 1,9 kilogrammos meteorit zuhant le Molunatun, amit „dubrovniki meteorit”-nak neveztek el.
1990-ben a horvátországi többpárti választáson a legtöbb szavazatot a HDZ szerezte meg. Ekkoriban a város lakossága 70 ezer fő volt, amiből 58 ezer horvát és 4500 szerb volt. Az 1991-ben tartott népszavazáson a választók többsége a horvát függetlenségre szavazott. A város sokat szenvedett a délszláv háborúban is, 1991 októberétől 1992 májusáig lőtték a szerb és montenegrói csapatok, akik a belváros műemlékeit sem kímélték. A háború után a megrongálódott épületeket az UNESCO segítségével állították helyre.
2007 nyarán hatalmas tűzvész pusztított a régióban. Dubrovnikot nehezen tudták megvédeni, és néhány peremvidékén sok kár keletkezett.

## Lakosság
Napjainkra a város lakóinak döntő többsége horvátnak vallja magát. A 14 évszázados múltra visszatekintő városban a délszláv dominanciát azonban más nemzetek is színesítették. Már alapítói is nagy valószínűséggel a rómaiak leszármazottai voltak, és nyelvük az újlatin nyelvek közé sorolt, mára már kihalt dalmát nyelv volt. Az évszázadok során, ahogy változott a gazdasági és politikai környezet, úgy érték lakóit a domináns délszláv mellett görög, velencei, magyar, arab, török, zsidó, albán és olasz hatások. A dalmát nyelv raguzai nyelvjárása a 16. századra kihalt, és átvette helyét az olasz nyelv, majd a 19. századtól a horvát nyelv lett a városban a meghatározó.

### Zsidóság a városban
Durazzóból érkező zsidó kereskedőkről a város 1368-ban keltezett forrása számolt be. A zsidók 1492. évi spanyolországi kiűzetése után a város több hullámban sok menekülőnek adott otthont, hasonlóan a többi balkáni kereskedővároshoz. Az itt élő zsidó kereskedők a selyem-, gyapjú-, bőr- és fűszerkereskedelemben vettek részt. A zsinagóga 1532-től állt szolgálatban, a zsidó temető 1612-től 1910-ig volt használatban. A városban gettó is létesült, de a fokozatos atrocitások mellett is gyarapodott a közösség létszáma. A 18. században a város 6000 lakójából 218 volt zsidó vallású. A teljes emancipációt a közösség 1873-ban érte el. A hitközség tagjainak száma az első világháborút követően egyre jobban csökkent. A második világháború üldöztetéseit itt is megszenvedték, hiszen a megmaradottak jelentős része emigrált és 1969-re csak 69 fő maradt a városban. Zsinagógája mindezek ellenére működött, és a dubrovniki rabbi volt felelős a dél-dalmát, a montenegrói és a hercegovinai térségért. Az 1991–92-es tüzérségi támadás miatti tűzvész megrongálta a zsinagóga tetejét. A helyreállítás után a zsinagóga múzeumként üzemel, az itt élő kicsiny zsidó közösség egyébként a zágrábi hitközséghez tartozik.

### 2001-es népszámlálás
A 2001-es népszámlálás szerint 43 770 lakosa van a városnak. Ebből:
- horvát: 38 690 (88,39%)
- szerb: 1426 (3,26%)
- bosnyák: 1387 (3,17%)
- montenegrói: 242 (0,55%)
- ismeretlen: 853 (1,95%)

A lakosok 96,49%-a (42 232 fő) anyanyelvként a horvátot jelölte meg. A lakosság vallási megoszlás szerint:
- római katolikus: 37 015 (84,57%)
- muzulmán: 2310 (5,28%)
- ortodox: 1697 (3,88%)
- ismeretlen: 1430 (3,27%)
- ateista: 935 (2,14%)

## Közigazgatás
A várost nyolc városrész alkotja:
- Ploče-Iza Grada,
- Grad,
- Pile-Kono,
- Lapad,
- Montovjerna,
- Gruž,
- Komolac,
- Mokošica

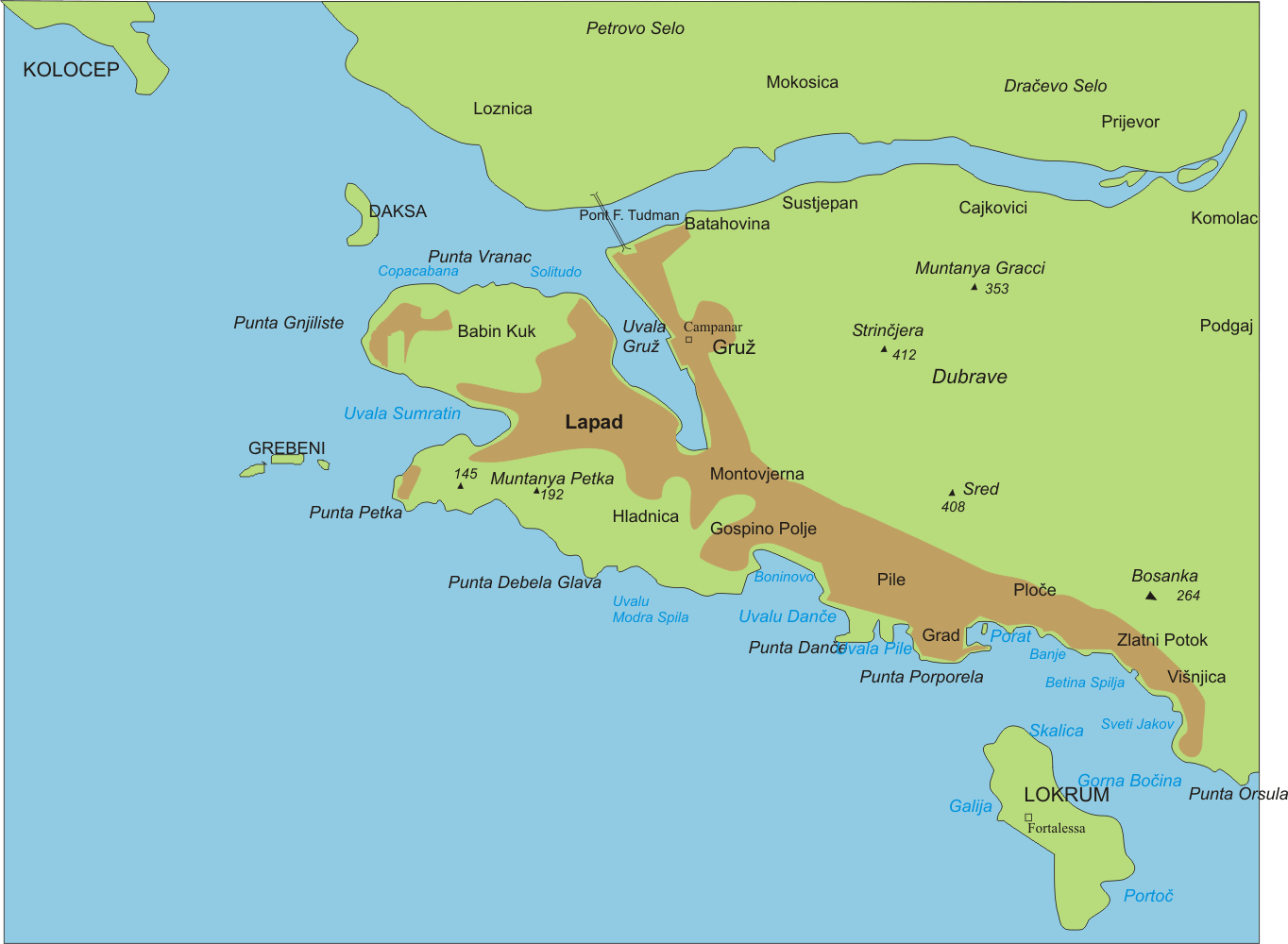
Dubrovnik városrészei

A város vezetése a városi tanácsból, a polgármesterből és a városi elöljáróságból áll. A polgármester 2010-ben Andro Vlahušić. A városi elöljáróság kilenc részlegből áll, a városi tanács pedig 25 tagból. A tanács elnöke Olga Muratti.

### Dubrovnik község
Dubrovnik községhez az alábbi 32 település tartozik:
| - Bosanka - Brsečine - Čajkovica - Čajkovići - Donje Obuljeno - Dubravica - Dubrovnik - Gornje Obuljeno | - Gromača - Kliševo - Knežica - Koločep - Komolac - Lopud - Lozica - Ljubač | - Mokošica - Mravinjac - Mrčevo - Nova Mokošica - Orašac - Osojnik - Petrovo Selo - Pobrežje | - Prijevor - Rožat - Suđurađ - Sustjepan - Šipanska Luka - Šumet - Trsteno - Zaton |

### Konzulátusok
A városban öt konzulátus működik:
- Belgium
- Dánia
- Hollandia
- Ausztria
- Egyesült Királyság

## Gazdaság
Dubrovnik már a 11. században kereskedelmi központ volt. A fő megélhetés a hajóépítés, a kereskedelem, a halászat volt évszázadokig, az utóbbi időkben pedig a turizmus. A kereskedelem bányászati, mezőgazdasági és állattenyésztési termékeket foglal magában. A környéken levő konyhasó előállítás is jelentős kereskedelmi tétel.
A 16. században a városnak 180 hajója volt. Dubrovniki hajók szelték át a Földközi-tengert és eljutottak Angliába és Észak-Amerikába is.
A városban több ismert cég is működik: például az „Atlantska Plovidba” (tengeri szállítás), a „Hotel Dubrovnik Palace” (turizmus).

## Látnivalók

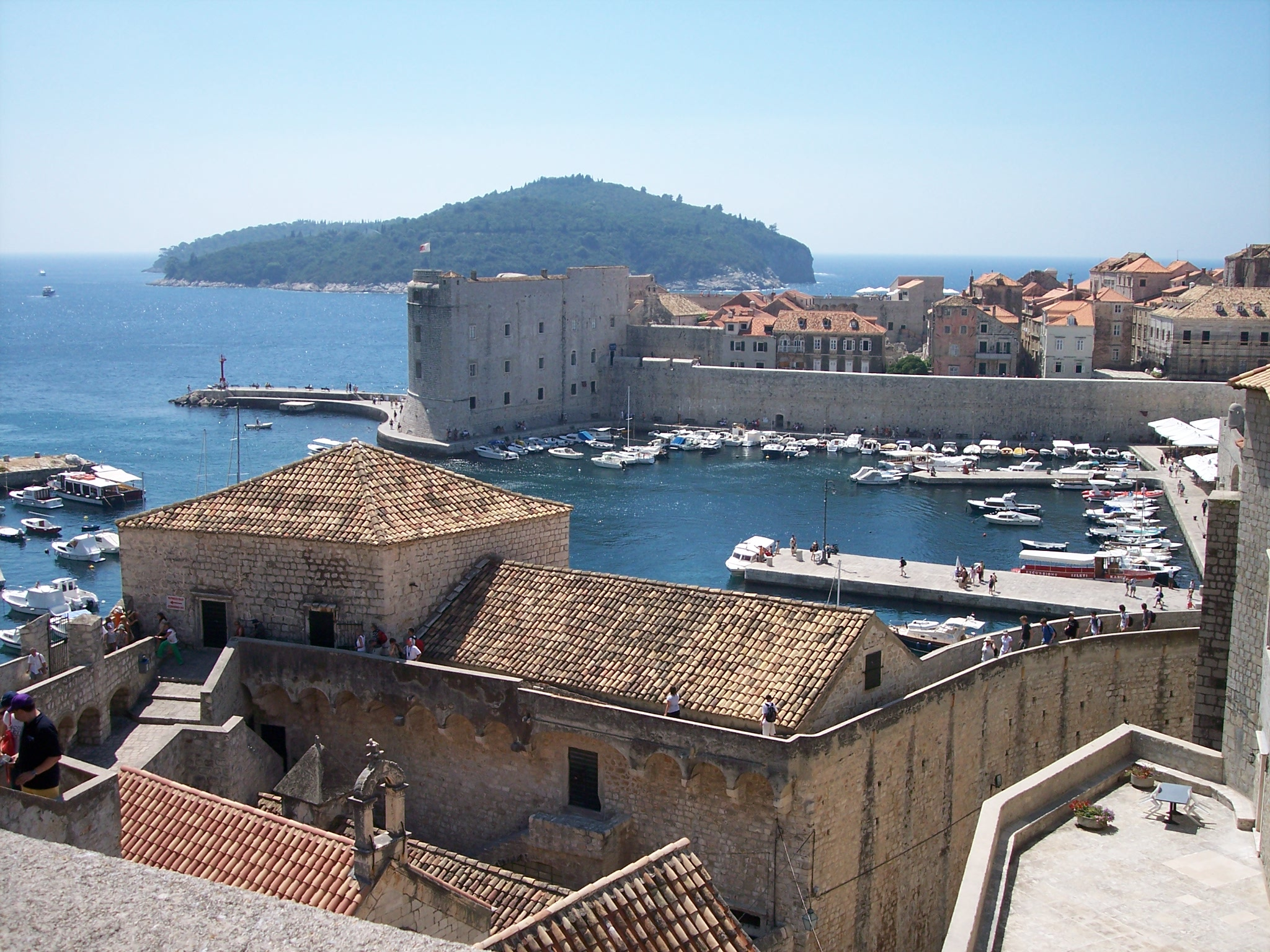
Dubrovnik látképe a kikötővel

A város védőszentje Szent Balázs (Sveti Vlaho), akinek szobrai szerte a városban megtalálhatók. Szent Balázs hasonló fontosságú, mint Márk evangélista Velence számára, a város legnagyobb templomát is róla nevezték el. A város számos régi épülettel dicsekedhet, de itt található a Trsteno Arborétum, a világ legrégibb arborétuma, melynek története 1492-nél korábbra nyúlik vissza. Dubrovnik büszkélkedhet a világ harmadik legrégibb apotékájával, amely 1317 előtt épült, és még ma is működik a Testvérkék templomában.
A Dubrovniki öbölben található a 72 hektáros, fával borított Lokrum sziget, ahol a legenda szerint Oroszlánszívű Richárd is kikötött, miután 1192-ben hajótörést szenvedett.
A szigeten egy erőd, egy botanikus kert, egy kolostor és egy nudistastrand is található.
Dubrovnik említésre került több népszerű filmben és színdarabban. Például a Michael Caine főszereplésével készült 20000 mérföld a tenger alatt című film egyik szereplője Dubrovnikról álmodozott, bár csak helyi legendákból és az irodalomból hallott róla.

### Városfal

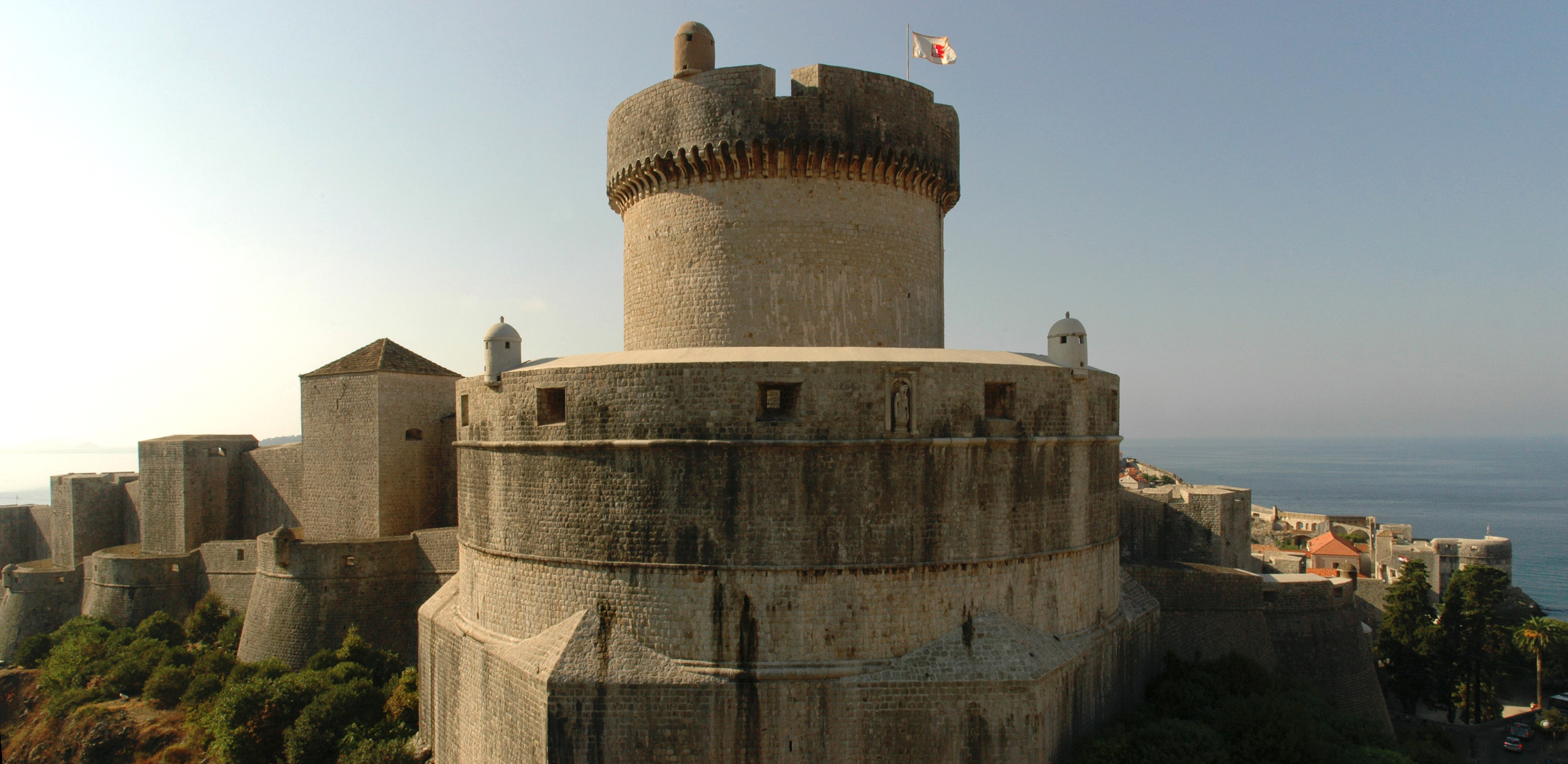
Minčeta-erőd

A városfalat a 13. és a 17. század között építették, 1940 méter hosszú és 25 méter magas. Vastagsága 4–6 méter, a tengernél 3 m körüli. Több erődöt is építettek hozzá.
A Minčeta-erődöt 1319-ben fejezték be, majd 1464-ben bővítették. A Bokar-erőd a városfal nyugati oldalán van, csillagnak is hívják. 1461 és 1463 között építették. Itt tartják a nyári játékokat. A Szt. Iván-erőd a város délkeleti felén van, a 16. században építették. Lovrijenac-erőd a nyugati fal külső felén található egy 36 méteres sziklán, a 14. században építették. Revelin-erőd a város keleti felén fekszik és 1462-ben építették.
A városba két kapun lehetett bejutni. A Pile kapu, vagyis a nyugati kapu és a Pločai kapu a város keleti végénél található, és a 15. században építették. A Pile kapu két részből áll: a belső gótikus, amely 1460-ban épült, és a külső reneszánsz kapu, amely 1537-ben. A középkorban itt volt a felvonóhíd.
A városfalon belüli részt, az óvárost az UNESCO 1979-ben a kulturális világörökség részévé nyilvánította.

### Templomok és kolostorok

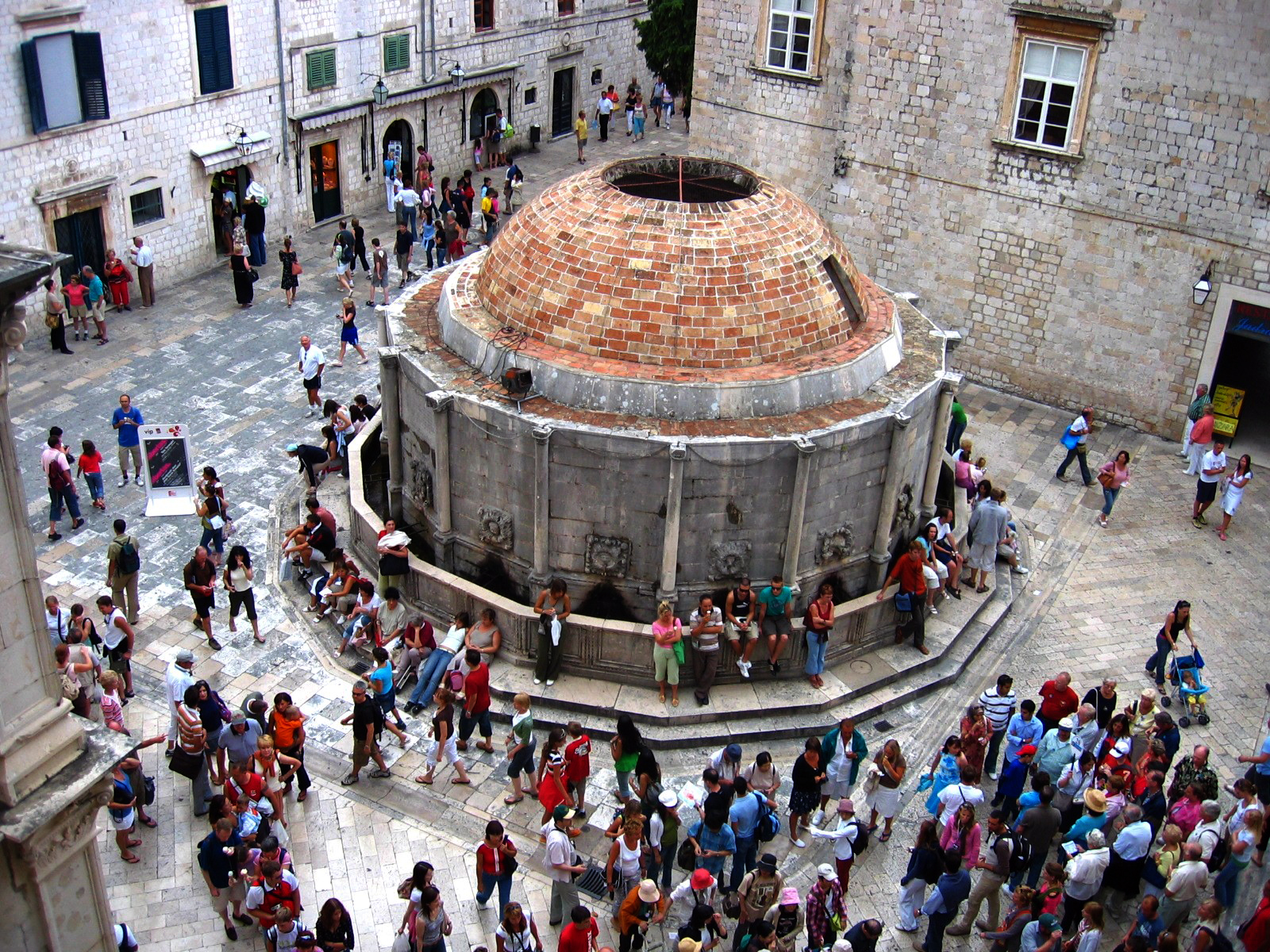
Az Onofrio-kút

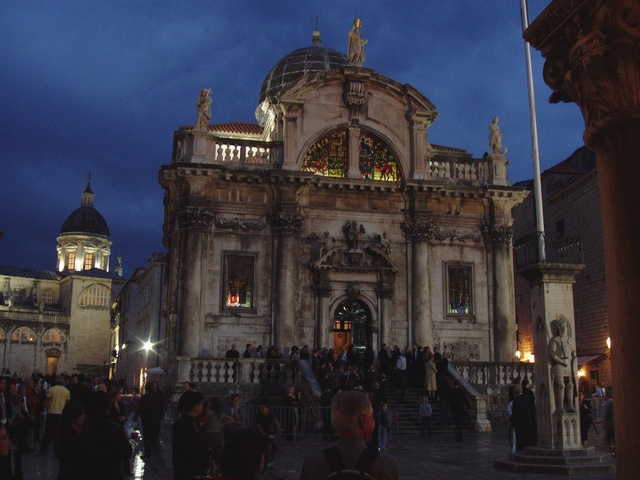
Szent Balázs temploma

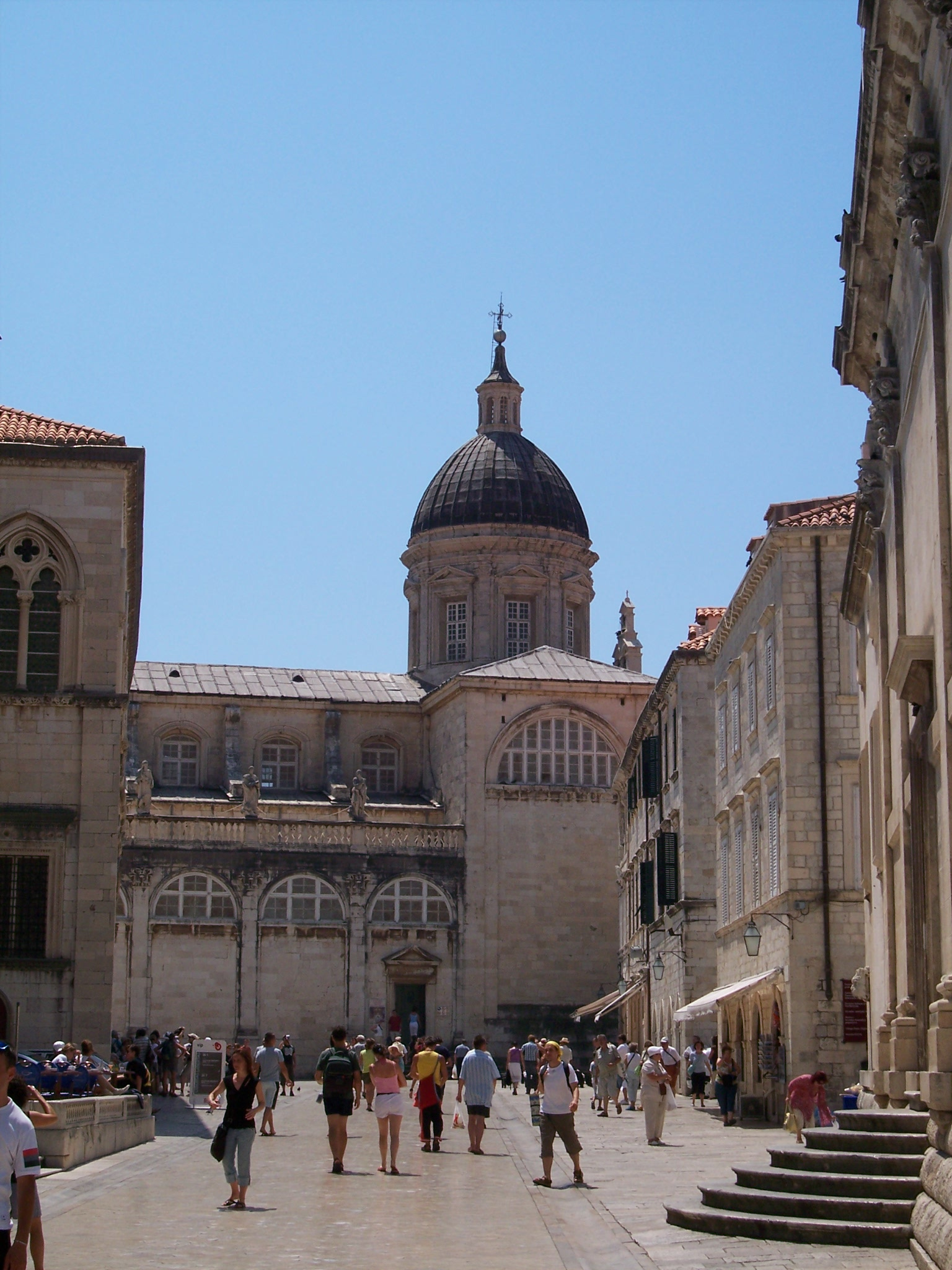
A Szűz Mária tiszteletére felszentelt katedrális

Dubrovnik legnagyobb temploma a katedrális, amelyet Szűz Mária tiszteletére szenteltek fel. A dubrovniki katedrális 1713-ban épült egy földrengésben elpusztult 12. századi katedrális helyére, de a régészek 7. századi templom maradványait is megtalálták.
A városban több templomot is a 14. században építettek: Szent Klára-templom, zsinagóga, Ferences-kolostor és templom, Domonkos-kolostor és templom. A zsinagóga Európában a második legrégibb, illetve a világon az első szefárd zsinagóga, amit a Spanyolországból száműzött zsidók építettek. A Ferences-kolostor és templom a Strandunon keresztül érhető el.
A Szent Balázs-templomot 1706–15 között építették barokk stílusban. Szent Balázs több szobron, freskón is szerepel. Egyesek úgy tartják hogy a velencei Szent Mór-templom mása. A Szent Megváltó-templomot 1520-ban, egy földrengés után, a városi tanács építette fogadalmi templomként, hálából a túlélők nevében és az áldozatok emlékére. Az 1667-es földrengést sértetlenül megúszta, és eredeti formája azóta sem változott. Reneszánsz stílusban épült.
A Jezsuita-kolostor és a Szt. Ignác-templom barokk épületek a 18. századból. A helyiek csak jezsuitáknak nevezik az épületeket. 1725-ben végeztek a templom építésével, majd 1729-ben nyílt meg a lakosság számára.
A Szent József-templomot 1667-ben építették barokk stílusban. A Benedek-kolostort és templomot a 11. században építették, a legöregebb épületek közé tartoznak a városban. Korai román stílusban építették. A Szt. Rókus-templom 16. századi reneszánsz templom. A Szt. Miklós-templomot a 13. században emelték román stílusban, de a dél-dalmáciai stílus elemeit is tartalmazza.
A város keleti részén fekvő Pustijerna régészeti lelőhely, mely a nyugati és keleti oldalról a Bandureva és a Stajeva utcák, az északi és a déli oldalon az Od Pustijerne és az Od mira utcák által határolt területet foglalja magában. Az ezen a területen fekvő Szent Tamás női bencés kolostort először 1234-ben említették. A régészeti kutatások feltártak egy középkori utcát is, amely illeszkedik a mai utcahálózatba, és elválasztja a keleti oldalon talált lakóépületeket a lelőhely nyugati oldalán található palotától. Ezt a területet az 1667-es földrengés után városi hulladéklerakóként használták, és a feltárt építmények nem keltezhetők a 15. századnál korábbi időpontra.
Az 1667-ben nagy földrengésben elpusztult Szent Márk-templom romja a város délnyugati részén, a városfalak mentén húzódó Kalarinja nevű területen található. Írásos dokumentumokban 1281-ben említik először és ismert, hogy a kolostor pincéiben a 15. században hat száraz kút, tulajdonképpen gabonatároló lyuk épült. A romterület ma a "Na Andriji" régészeti lelőhely része.
Dubrovnik történelmi központjának délnyugati részén, a városfal mellett találhatók a egykori Szent András kolostor maradványai, amelyet a 13. századi irattári iratok említenek. A kolostortemplom a régészeti lelőhely legmagasabb teraszán található, amely magához a városfalhoz kapcsolódik. Helyét már korábban is feltételezték. A telek alsó teraszán, az északkeleti részen egy kettős lakóépületsor volt. A kolostor közvetlen közelében a városfal mellett volt a Szent Márton-templom.
A Szent István-templom maradványai a Pustjerna lelőhely történelmi központjának keleti részén, nem messze a déli városfalaktól találhatók. Bíborbanszületett Konstantin bizánci császár 949-ben írt "De administrando imperio" című művében már megemlíti. Ezért a középkori város egyik legrégebbi ismert szentélyeként ismert. Az évszázadok során a templomot korszerűsítették és kibővítették. A mai alapok a román stílus jellegzetességeit mutatják a későbbi gótikus átépítésekkel. A romok között fennmaradtak ókeresztény és román eredetű kőtöredékek is. A templom a kora középkori építészet egyik legfontosabb műemléke Dubrovnik történelmi városmagjában.
Más felekezetűek is élnek a városban, akiknek templomuk van. A szerb ortodox hívők a Szt. Hír Szerb Ortodox Templomot használják, amelyet 1877-ben építettek, ikonjain a szent hír közlése (annuntiatio) látható. A muzulmánok a Mesdžidben, a Miho Pracat utcában levő iszlám épületben imádkoznak. A muzulmánok az 1878-as boszniai megszállás után érkeztek a városba.

### Paloták
A hercegi udvar valamikor a Raguzai Köztársaság központja, ma múzeum. A másik ismert palota a Sponza-palota, amely gótikus-reneszánsz stílusban épült. Itt korábban bank és pénzverde volt.
- Skočibuha-palota
- Stay-palota (Polača utca 9–11.) – 1991-ben megsérült
- Isusović-Braichi-palota
- Ranjina-palota (braće Andrijića utca 10.) – gótikus-reneszánsz palota a 15. századból.
- Sorgo-palota (Držićeva poljana 3.) – 17. század végén építették.
- Pozza-palota (Od puča 1) – Barokk palota a 17. századból, ma luxushotel.[52][53]
- Trifoni-Giorgi-palota (Od puča 17, Široka 5)

### Nyaralók
- Petar Sorgo-nyaraló Lapadán – 1472 és 1535 között gótikus-reneszánsz stílusban építették.
- Bona-Caboga-nyaraló Batahovinán – 16. században építették.
- Stay-nyaraló Batahovinán
- Resti-nyaraló Rožaton – A 16. század második felében építették.
- Klement Gozze-nyaraló Obuljenán – 1575 és 1581 között építették, romos állapotban van.[54]
- Vice Skočibuhe-nyaraló Boninovon – 1938 és 1941 között helyreállították.
- Cerva-Pozza-nyaraló Gradacon- 16. század végén építették, a Pilai kapunál.
- Pozza-nyaraló Pilán
- Bona-Gradi-nyaraló Gružon – gótikus-reneszánsz nyaraló.

### Egyéb látnivalók

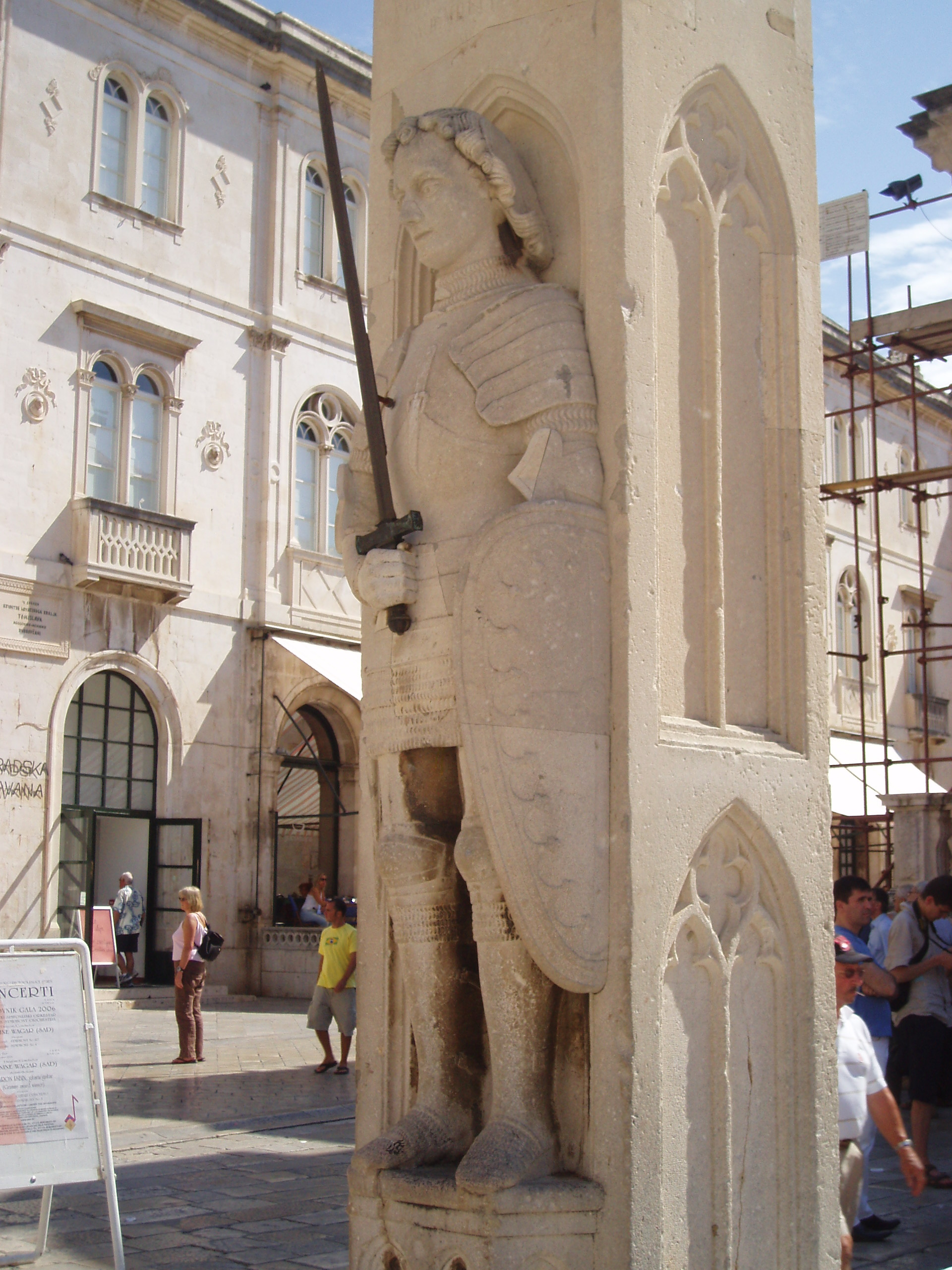
Az Orlando-oszlop

- Az Orlando-oszlop Orlando vitéz kőoszlopa. Hosszú ideig itt volt emléke egyedül a világon. Az oszlopon a szobra látható, amint egy kardot tart.[55]
- Városi harangtorony vagy óratorony – először 1444-ben építették. A ma is látható tornyot 1929-ben emelték. Harangja eredeti, 2 tonnás.[20]
- Boninovo temető volt a város főtemetője, azonban 2007-ben megtelt.[56] Dubacon választották ki az új helyet.
- A város védőszentje Szent Balázs, akinek szobrai az egész városban láthatók. A helyiek büszkén emlegetik George Bernard Shaw-t, aki 1929-ben ittjártakor azt mondta: „Ha látni akarod a földi paradicsomot, gyere el Dubrovnikba”.[20]
- Dubrovnik mellett található a világ legrégibb arborétuma, a Trstenói arborétum, melyet 1492 előtt alapítottak. 300 fafajta van benne. 1991-ben a háborúban a 80%-a leégett.[20]
- Porporela városi fürdőhely az óvárosban.
- Lazareti a városfaltól 300 méterre keletre található épületegyüttes elnevezése. A Raguzai Köztársaság idején épült, és karanténnak használták.
- A Stradun, avagy Placa Dubrovnik 500 éves, 300 méter hosszú főutcája kávézókkal és üzletekkel, melyek megőrizték korabeli kinézetüket. A Stradun az egyetlen széles utca az óvárosban.[34]
- 2010 nyara óta libegővel fel lehet jutni Srđ-re.[57][58]

## Kultúra

### Fesztiválok

#### Dubrovniki nyári játékok
A Dubrovniki nyári játékok (Dubrovačke ljetne igre) fesztivált minden évben július 10. és augusztus 25. között rendezik meg, az elsőt 1949-ben rendezték meg. A játékokon reneszánsz és barokk stílusban adnak elő a zenei, drámai és táncos műsorokat. A csontváz-fesztiválon Marin Držić, Ivan Gundulić, Ivo Vojnović, William Shakespeare, Carlo Goldoni műveit, görög drámákat és komédiákat adnak elő. A zenei programokon a legjobb horvát előadók, zenekarok lépnek fel. A nyári játékokon operákat is előadnak.

#### Szent Balázs Fesztivál
Szent Balázs napja február 3-án van, amelyet a városlakók fesztivállal ünnepelnek meg. Ez már a Raguzai Köztársaságban is ünnep volt, amin mindenki részt vett. Ezen a napon a fegyencek, a száműzöttek és az áttértek két nappal az ünnepség előtt és után szabadon közlekedhettek a városban, de ha senki sem ismerte fel őket, akkor a szabadságjogot kibővítették egy héttel az ünnepség előttre és utánra is. A fesztiválra az egész országból érkeznek a városba turisták és távoli rokonok. Ilyenkor a helyiek népviseletbe öltöznek és különböző kulturális programokat állítanak össze.

#### „Julian Rachlin és barátai” zenei fesztivál
Ezt a fesztivált 2000 óta rendezik meg a hercegi udvarban, a nyár végén. A fesztiválon az ismert Julian Rachlin hegedűművész vendégeként meghívott híres zenészek lépnek fel.

#### Libertas Filmfesztivál
A Libertas Filmfesztivált 2005-ben rendezték meg első alkalommal. A dubrovniki filmeket mutatja be. Minden év nyár végén rendezik meg, a repertoárban játék- és dokumentumfilmek szerepelnek. A pályázati filmek a Dubravka díjért küzdenek. A zsűri a legjobb rövidfilmért, a legjobb játékfilmért, a legjobb dokumentumfilmért osztja ki a díjakat. Közönségdíjat is kiosztanak.
A filmfesztivált a Marin Držić Színházban és a Jadran Nyári Színházban tartják meg.

#### Dubrovniki Nemzetközi filmfesztivál
A Dubrovnik International Film Festival (DIFF) egy nemzetközi filmfesztivál, amit 2003 óta rendeznek meg a városban. A zsűri ugyanazokat a kategóriákat jutalmazza, mint a Libertas filmfesztiválon, csak itt már külföldi filmek is versenyeznek.

#### Karantén
A Karantén kortárs színművészeti fesztivál 1997-ben került először megrendezésre az „Art Lazareti Műhely” szervezésében. Ez a fesztivál a kortárs művészeket gyűjti egybe, ahol saját munkáikból rendeznek kiállításokat. Ezenkívül alternatív multimédiás, táncos, zenei programok is várják az érdeklődőket. A kiállítók között helyi és külföldi művészek is vannak.

### Marin Držić Színház
Dubrovnik fő színháza a híres helyi íróról elnevezett Marin Držić Színház. A színház repertoárjában a régi dubrovniki drámák, komédiák, kortárs előadók darabjai és sok más műfajú darab szerepel. A színházban rendezik a Dubrovniki Nyári Játékokat is. Az épületet 1865-ben építették.

### Irodalom

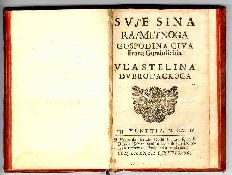
Ivan Gundulić: Suze sina razmetnoga című könyve 1622-ből

### Múzeumok

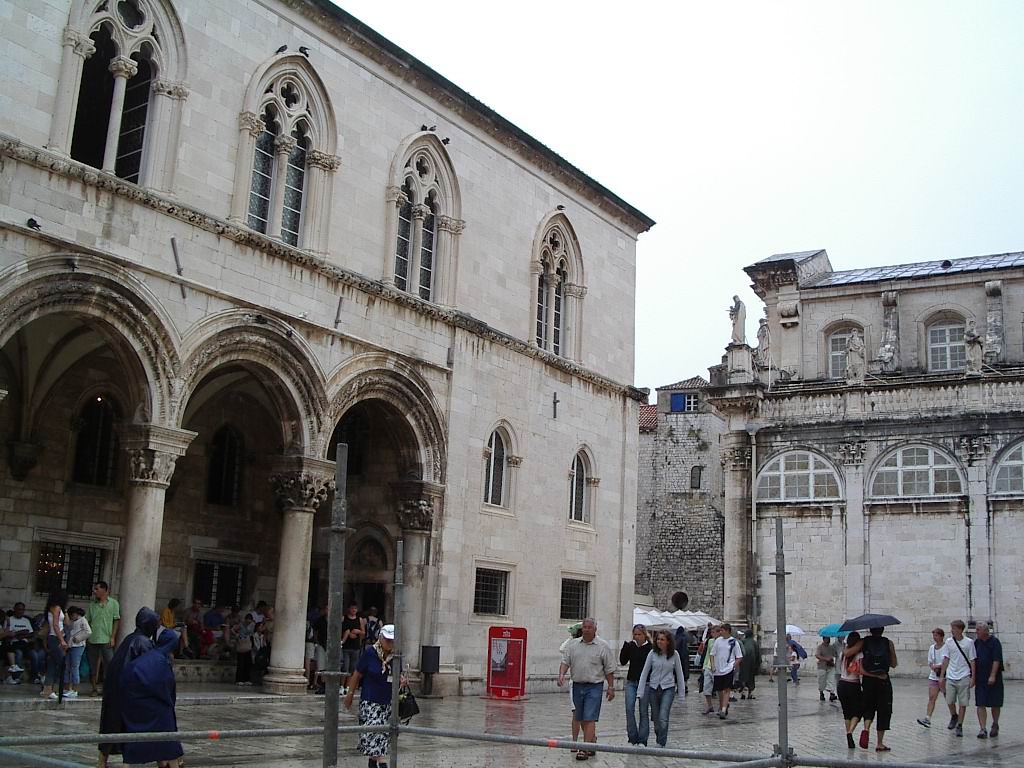
Lelkészek palotája

- Kulturális-történeti Múzeum: a hercegi udvarban van. Történelmi tárgyak vannak kiállítva. Könyvtár, múzeumi bolt is található itt.[68]
- Tengeri Múzeum: tengerrel kapcsolatos tárgyak vannak kiállítva. 1941-ben alapították és a Szt. Iván-erődben található.[69] Ugyanitt található a Tengeri és tengerparti Akvárium és Intézet. A 27 akváriumban halakat, kagylókat és korallokat és egyéb tengeri élőlényeket láthatunk.[70]
- Régészeti Múzeum: történelem előtti időkből, ókorból valló tárgyakat állítanak ki. Található még a 13. századtól 1667-ig numizmatikai és egyéb gyűjteményt.[71] Néprajzi Múzeum: a helyi népviseleteket és a város története során fennmaradt fotókat tekinthetjük meg. Könyvtár is van.[72] Kortárs Történeti Múzeum 1956-ban alapították és időszaki kiállítások és könyvtár találhatók benne.[73]
- Két emlékház van a városban. Ronald Brown-emlékház Ronald Brown életét mutatja be,[74] míg Marin Držić-házban színházi gyűjtemény található.[75]
- A városban több egyházi múzeum is van. A Domonkos-kolostor múzeumában iratok és kézírások gyűjteménye, dubrovniki festők képei vannak a 15–16. századból, sőt egy Tiziano kép is található itt 1550-ből.[76] A Ferences-kolostor múzeumában régi mesterek képeit, 1317-es orvosi leltárt és arany eszközöket találunk.[77] A Katedrális kincstárában arany és ezüst relikviákat őriznek. Például kereszteket, egyházi tárgyakat, Tiziano és Raffael festményt.[78] A Zsinagóga Múzeumban tórát, zsidó emléktárgyakat lehet megtekinteni.[79]

### Dubrovniki Szimfonikus Zenekar
A zenekar a hagyományos dubrovniki zenét játssza: mind a Raguzai Köztársaság idejéből, mind napjainkból. Állandó szereplője a Dubrovniki Nyári Játékoknak is. A legtöbbet játszott művek a 18. századból valók, különösen Luka Sorkočević és Ivan Mane Jarnović műveiből játszanak.
A hercegi udvarban és a Crijević-Pucić-villában is sok koncertet adnak. A nézők között belföldi és külföldi személyek is megtalálhatók.

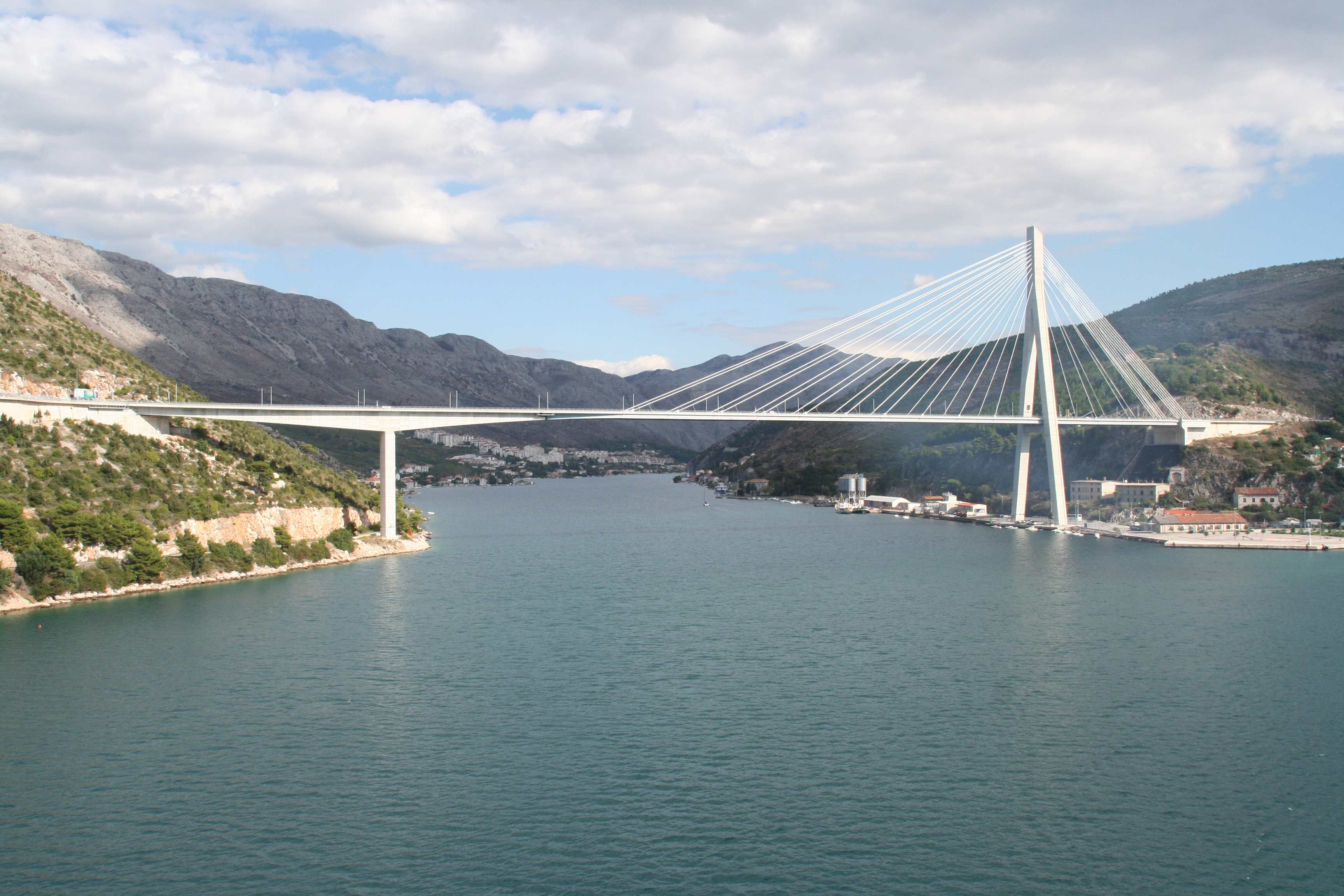
dr. Franjo Tuđman híd

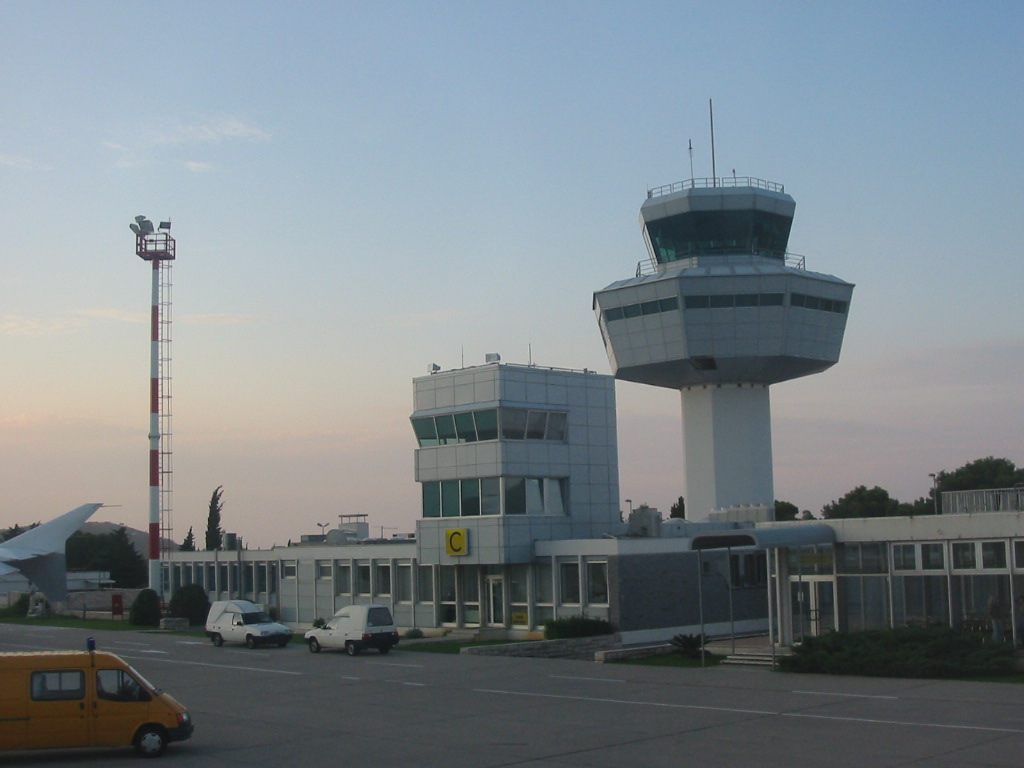
A repülőtér

## Közlekedés
Dubrovniknak egy nemzetközi repülőtere van. 2010-re tervezik megépíteni az A1-es autópályát a városig. A városi buszvállalat a Libertas, amely a környékbeli falvakból is szállít utasokat. A városban 12 buszvonal van. Komolactól Vitaljináig terjed ki az elővárosi hálózata.
Vasútja nincs a városnak.
1998–2002 között épült a dr. Franjo Tuđman híd, amely a város nyugati végén található. Ezzel a híddal gyorsabban érhető el a város.
A dubrovniki repülőtér a várostól 15 kilométerre található, és egy terminálja van.

### Az 1996-os repülőbaleset
1996 áprilisában egy különleges személyek szállítására átalakított Boeing 737 típusú (IFO-21; US Air Force CT-43), sugárhajtású repülőgép, amely kiemelt fontosságú személyeket, többek között a dubrovniki amerikai nagykövetet szállította, az éjszakai órákban, valószínűleg a Dubrovnik fölötti erős vihar, valamint egyes műszerek hiánya (csupán 1 db INS rendszer működött a gép fedélzetén, a biztonságos 2 helyett), a pilóták hibája, pilóták által használt térkép (Jeppsen megközelítési térkép), valamint a város polgárháború által megrongált, korszerűtlen repülőtere miatt a város repülőteréhez közel lévő hegybe csapódott. A repülés során egy E-3 Sentry típusú légtérellenőrző repülőgép felszólította az útvonal megváltoztatására, amely megtörtént. Ennek oka az volt, hogy a repülőgép nagymértékben letért a repülési tervben megjelölt útvonalról, olyannyira, hogy a kijelölt légi útvonalat is elhagyta. A megközelítés során az első ADF irányadó jeleit sikeresen fogták, az általa sugárzott jelekből átadott irányt követték. A második adó jeleit is sikeresen fogták, irányra fordultak, azonban a megközelítési térkép hibája miatt a biztonságosnál alacsonyabb magasságon repültek. A repülőtér napjainkra ILS rendszerrel van felszerelve, a repülőtér színvonala száz százalékban nőtt.

## Magyar vonatkozás
Szent István király állkapcsát és koponyadarabját, illetve Szent László jobbját a városban őrzik. Szent László jobbját a Ferences kolostorban lehet megtekinteni, míg Szent István koponyacsontját a domonkos kolostorban.
Itt hunyt el 1941-ben és nyugodott gróf Andrássy Klára (herceg Odescalchi Károlyné, Kája) legitimista, angolszász barát magyar politikus bombázás áldozataként.
2007 áprilisában Dubrovnikban emléktáblát avattak Szabó Lőrincnek, aki gyakran járt itt, és több emlékezetes verset írt (például Beszélgetés a tengerrel, Egy raguzai leanderhez stb.).

## Oktatás

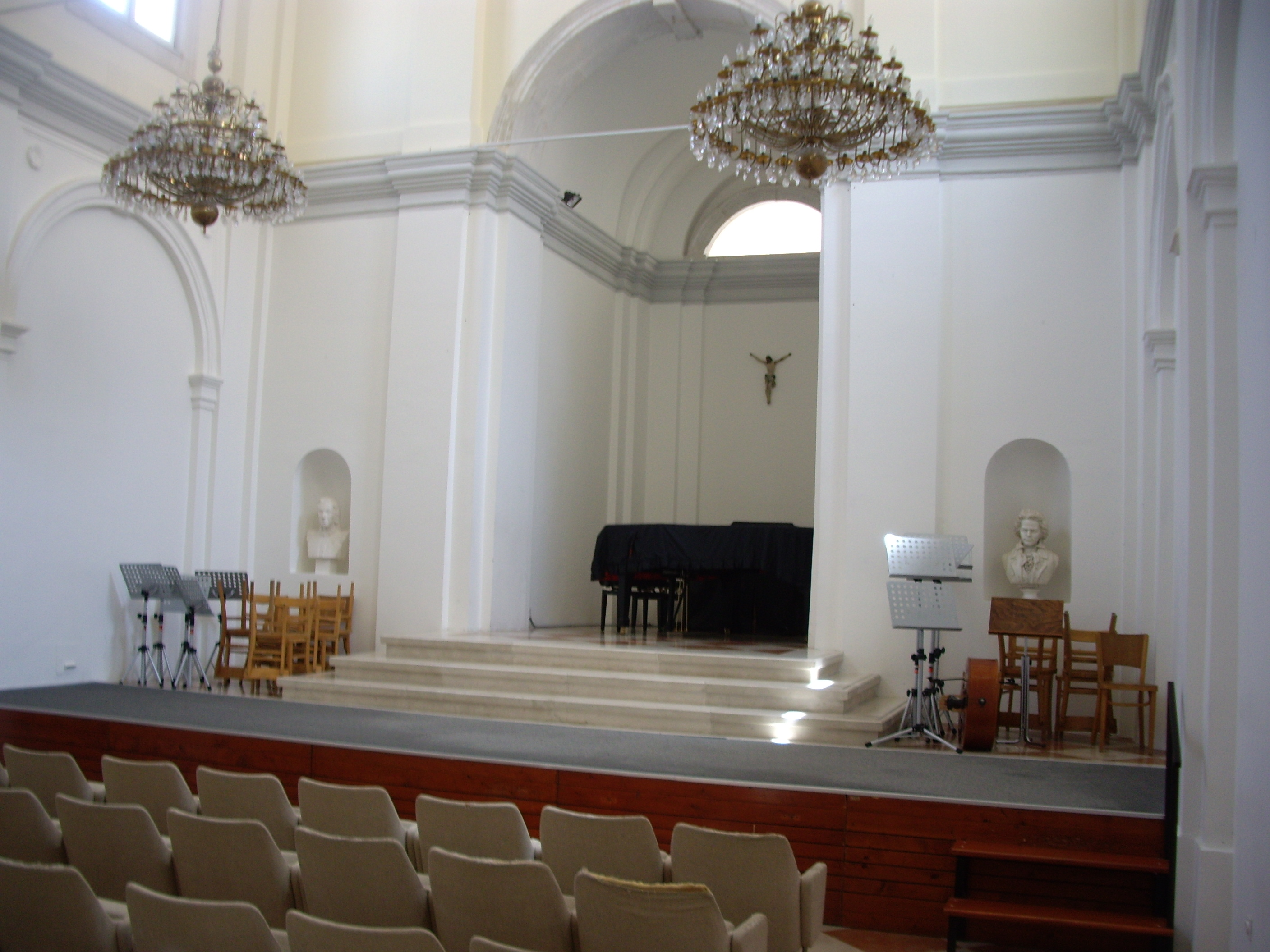
Luk Sorkočević Művészeti Iskola koncertterme

- Az általános iskolák közül kitűnik a Luk Sorkočević Művészeti Iskola általános és középiskola, amely egyben balett- és zeneiskola is.
- A Ruđer Bošković Gimnáziumot a 17. században alapították, mint jezsuita iskolát.[92]
- A Közgazdasági és Kereskedelmi Iskolát 1913-ban alapították. Fejlett médiatechnikával van felszerelve (laptop, LCD projektor stb.)[93]
- A legrégibb iskola a városban a Dubrovnik Gimnázium. A 11. században hozták létre a benedek-rendiek.[94]
- Az Orvostudományi Iskolát 1959-ben alapították, de hamar be is zárták, majd 1992-ben újraalapították.[95]
- A Tengertechnológiai Iskola a tengerészettel kapcsolatos eszközökkel, hajókkal ismerteti meg a diákokat. Megtanulják a hasznos technikákat a tengeren. Az iskolát a 19. század közepén alapították.[96]
- A Turisztikai Iskolában a turizmushoz köthető szakmákat tanulhatnak a diákok.[97]
- A Luk Sorkočević Művészeti Iskola általános és középiskola is egyben, illwtve balett- és zeneiskola.
- A dubrovniki egyetem ősét már 1624-ben megalapították „Collegium Rhagusinum” néven. A Raguzai Köztársaság szenátusa 1654-ben döntöttek arról, hogy az egyetemen művészetet és természettudományt oktassanak.[98] A modern időkben a külkereskedelemmel, a turizmussal és a tengerbiológiával foglalkozik az egyetem. 1994-ben a horvát szábor határozata alapján alapították újra, s 1996-ban indult újra.[98]
- Az American College of Management and Technology (ACMT) az amerikai Rochester Institute of Technology kihelyezett egyeteme. 1997-ben alapították.[99]

## Sport
Dubrovnik ismert a vízilabdacsapatáról, a Vaterpolski klub Jug csapata három alkalommal volt európai bajnok, LEN-kupa győztes. 1923-ban alapították. A csapatban több olimpikon is játszik. Ennek a klubnak a női klubja a "ŽVK Jug".
További két klub van még a városban: a „VK Dubrovnik” és a „Dubrovački veterani”.
Az NK GOŠK Dubrovnik ifjúsági labdarúgócsapat a horvát harmadosztályban játszik.
Sakk Klub is működik a városban. A Sakk-központban van az állandó helyük, és bajnokságot is szoktak rendezni. 1966-ban alapították.
Két jelentősebb kosárlabdacsapat működik Dubrovnikban. A „KK Dubrovnik” egy 1946-ban alapították. A és B osztályban is játszanak a csapatai. A „ŽKK PGM Ragusa” női kosárlabdacsapat, amely az első ligában játszik.
A „Dubrovačka banka” női röplabdacsapat 1998-ban a legjobb horvát női együttes és európai bajnok is volt. A városban még két első osztályú csapat működik: az „OK Dubrovnik” és a „ŽOK Nova Mokošica”.
A „Plivački klub Jug” úszóklub, amelyet 1923-ban alapítottak. A klub úszói több európai és országos rekordot is elértek.
Ezen kívül a városban működik rögbi és kézilabda klub is.

## A város híres szülöttei
- Ivan Gundulić, költő
- Ivan Siskov Gundulić, költő

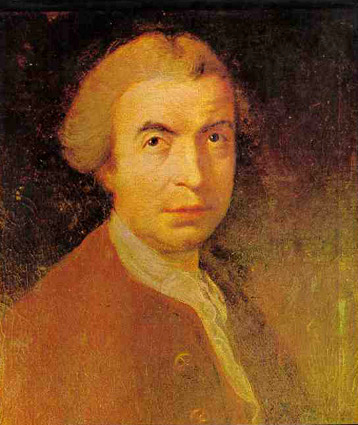
Ruđer Bošković

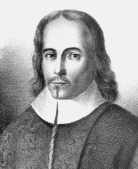
Junije Palmotić

- Mario Kopić, filozófus és publicista
- Marin Držić, író
- Džore Držić, költő
- Mavro Vetranić, író
- Junije Palmotić költő és drámaíró
- Ivo Vojnović, író
- Ignjat Đurđević, író
- Joakim Stulli (Stulić), horvát lexikográfus
- Marin Getaldić, tudós
- Ruđer Bošković, tudós
- Ivan Bunić Vučić, költő
- Andrija Čubranović, költő
- Frano Supilo, politikus
- Šiško Menčetić, költő
- Luka Sorkočević, zeneszerző
- Nikola Božidarević, festő
- Lovro Dobričević, festő
- Mavro Orbini, történetíró
- Mihajlo Hamzić, festő
- Vlaho Bukovac, festő
- Milan Milišić, irodalmár
- Eduard Miloslavić, orvos és tudós
- Miho Klaić, politikus
- Andro Knego, kosárlabdázó
- Mario Bonić, labdarúgó
- Veselin Đuho, vízilabdázó
- Goran Sukno, vízilabdázó
- Božo Vuletić, vízilabdázó
- Luko Paljetak, akadémikus
- Vlaho Paljetak, költő, zeneszerző
- Đelo Jusić, zeneszerző és karmester
- Petar Kriste, politikus
- Josip Ivanović, szobrász
- Tereza Kesovija, énekesnő
- Milo Hrnić, énekes
- Slaven Tolj, művész
- Sanja Jovanović, úszónő
- Mihovil Španja, úszó

## Testvértelepülések
| - Bad Homburg vor der Höhe (Németország), 2002. - Helsingborg (Svédország), 1998. - Graz (Ausztria), 1994. - Vukovár (Horvátország), 1993. - Ravenna (Olaszország), 1969. - Ragusa (Olaszország), 2000. | - Monterey (Kalifornia, USA), 2007. - Rueil Malmaison (Franciaország), 2011. - Velence (Olaszország), 2012. |

## Fordítás
Ez a szócikk részben vagy egészben  a   Dubrovnik című horvát Wikipédia-szócikk ezen változatának fordításán alapul.  Az eredeti cikk szerkesztőit annak laptörténete sorolja fel. Ez a jelzés csupán a megfogalmazás eredetét és a szerzői jogokat jelzi, nem szolgál a cikkben szereplő információk forrásmegjelöléseként.

### Magyar nyelvű irodalom
- UNESCO. A világ természeti csodái és kulturkincsei. Budapest: Alexandra Kiadó (1997). ISBN 963-367-245-7
- Kiss, Tamás. Dubrovnik Műemlékei. KT_ Archív VeML (2008) - (2036-ig zárolt forrás). Fordítás és kiegészítő tanulmány Travirka, Antun: Dubrovnik Das goldene Buch. Zadar: Forum, 2005. ISBN 953-179-752-8 - valamint Dalmatien. Geschichte, Kultur, Künstlerisches Erbe. Zadar: Forum, 2008. ISBN 978-953-179-713-9 c. művei felhasználásával
- Bács, Gyula. Jugoszlávia Útikönyv. Budapest: Panoráma Kiadó (1968)
- Encyclopedia Britannica Hungarica CD ver.2005.

### Horvát nyelvű irodalom
- Dubrovački statut iz 1272.g., Državni Arhiv u Dubrovniku, 2002.
- Vinko Foretić: Povijest Dubrovnika do 1808., NZMH, Zagreb 1980.
- Vesna Čučić: Posljednja kriza Dubrovačke republike, MH Dubrovnik, Zagreb-Dubrovnik 2003.
- Josip Bersa: Dubrovačke slike i prilike, MH Dubrovnik, Dubrovnik 2002. (drugo izdanje)
- Dubrovačka država u međunarodnoj zajednici – Ilija mitić, Matica Hrvatska, Zagreb 1988.
- Dubrovačka diplomacija u Istambulu – Vesna Mijović, HAZU/Zavod za povjesne znanosti u Dubrovniku, Zagreb-Dubrovnik 2003.
- Robin Harris: Povijest Dubrovnika, Golden marketing-Tehnička knjiga, Zagreb 2006.
- Marko Margaritoni: Sveti Vlaho - Povjestice i legende, KS, Dubrovnik-Zagreb 1998.
- Vinko Foretić: Studije i rasprave iz hrvatske povijesti, KK Split, Split 2001.
- Nenad Vekarić: Stanovništvo Konavala, I.-II., Zagreb-Dubrovnik 1998.
- Katarina Horvat Levaj: Barokne palače u Dubrovniku, Institut za povijest umjetnosti, Zagreb-Dubrovnik, 2001.
- Nada Grujić, Ladanjska arhitektura dubrovačkog područja, Institut za povijest umjetnosti i Nakladni zavod Matice hrvatske, Zagreb, 1991.
- Dubrovnik, Male turističke monografije, broj 1, Turistička naklada, Zagreb 2000.
- Zlatno doba Dubrovnika XV. i XVI. stoljeće, katalog, Muzejski prostor i Dubrovački muzej, Zagreb-Dubrovnik 1987.

### Világháló
- Dubrovnik hivatalos oldala
- Dubrovniki Nyári Fesztivál
- Térkép Kalauz – Dubrovnik
- További információk, hírek (magyarul)